# Personaggi di Overlord

I membri principali della Grande Catacomba di Nazarick

Questo è un elenco dei personaggi che appaiono nella serie light novel Overlord di Kugane Maruyama, pubblicata da Enterbrain sulla rivista Monthly Comp Ace.

## Grande Catacomba di Nazarick
La Grande Catacomba di Nazarick (ナザリック墳墓墳墓?, Nazarikku Chika Dai Funbo) è il quartier generale della gilda Ainz Ooal Gown in Yggdrasil. Dato che era conosciuta nell'avere player killer ci furono molti tentativi di conquistare il dungeon, ma ognuno fallì, facendolo diventare il dungeon più arduo del gioco. A sua difesa ci sono diversi gruppi, formati da PNG personalizzati dai membri della gilda: i custodi dei piani (階層守護者?, Kaisō Gādian), i quali fungono da boss dei piani che sorvegliano, tra gli esseri più potenti di Nazarick con alcuni, addirittura, superiori ad Ainz in termini di statistiche ma rimanendogli fedeli; i custodi dell'area, che fungono da miniboss a difesa di una porzione specifica molto importante di un piano; le Pleiadi (プレアデス?, Pureadesu), dei PNG vestite da domestiche che fungono da ultima linea di difesa di Nazarick prima della sala del trono, la cui forza nel Nuovo Mondo è equivalente a quella di un mostro leggendario. All'inizio della serie Nazarick viene trasportata in un altro mondo insieme ad Ainz e ai PNG, i quali hanno anche preso vita in seguito a ciò. In risposta a questo Ainz ha iniziato a rafforzare la catacomba e a raccogliere informazioni per proteggerla da eventuali minacce. Tuttavia, i PNG scambiarono le sue intenzioni come i preparativi per la conquista di questo nuovo mondo e quando Ainz realizzò le loro intenzioni era già troppo tardi, non avendo altra scelta che recitare la sua parte. Questo alla fine porta Nazarick a diventare la sua nazione, il Regno dello Stregone (魔導国?, Madō Kuni), con l'obiettivo di renderla un'utopia per tutte le razze.
Ainz Ooal Gown (アインズ・ウール・ゴウン?, Ainzu Ūru Goun) / Satoru Suzuki (鈴木 悟?, Suzuki Satoru)
Doppiato da: Satoshi Hino (ed. giapponese), Maurizio Merluzzo (ed. italiana)
Il protagonista della serie, capo della gilda Ainz Ooal Gown e sovrano della Grande Catacomba di Nazarick. Inizialmente era uno dei più forti e famosi giocatori di Yggdrasil noto con lo pseudonimo di Momonga (モモンガ?), il quale, annoiato dalla sua vita monotona, al ritorno a casa dal lavoro passava il resto delle giornate nel videogioco. Poco dopo essere stato catapultato nel nuovo mondo cambia nome in quello della sua gilda, così da poter essere più facilmente rintracciato dai suoi compagni che hanno eventualmente subito la stessa sorte. L'avatar con cui si presenta è un lich di classe mago dotato di poteri immensi, che non ha bisogno né di mangiare né di dormire e non può essere avvelenato. Dispone di vari incantesimi di morte istantanea ed evocazione a sua disposizione ed è in possesso di una serie di oggetti acquistati con soldi veri in Yggdrasil che gli conferiscono abilità particolari, come lanciare istantaneamente incantesimi che di norma richiederebbero molto tempo per il lancio. Col passare del tempo, affina anche le sue doti nel combattimento con le armi fisiche e tra gli umani acquisisce fama assumendo l'aspetto del cavaliere nero Momon, cui viene dato il soprannome di "Eroe oscuro".
Albedo (アルベド?, Arubedo)
Doppiata da: Yumi Hara (ed. giapponese), Debora Magnaghi (ed. italiana)
Il capo dei custodi dei piani di Nazarick e fidanzata ufficiale di Mardok. È un demone di tipo Succubus, dalle fattezze di una ragazza indossante un attillato vestito bianco con ali nere sulla schiena e gli occhi gialli a fessura da rettile. In origine era stata programmata da Tabula Smaragdina come "attraente fuori ma di facili costumi dentro"; si scoprirà che, nonostante queste caratteristiche, è ancora casta e pura. Ainz, prima della fine di Yggdrasil, la riprogramma per sfizio per farla innamorare di sé, ma una volta nel nuovo mondo si pentirà di questo capriccio per l'eccessiva ossessione nei suoi confronti; un'altra conseguenza è l'accesa rivalità tra lei e Shalltear. Come molti abitanti di Nazarick disprezza gli umani, considerandoli forme di vita inferiori. Si scopre che in realtà desidera che Ainz riprenda il suo nome originale di Momonga poiché in realtà odia gli altri Esseri Supremi e il nome di Ainz Ooal Gown le ricorda il loro abbandono, eccetto Momonga che è rimasto fino alla fine. In battaglia indossa un abito di classe divina chiamato Ermete Trismegisto, un'armatura nera che respinge qualsiasi danno fisico, e combatte usando un'ascia. Possiede anche l'oggetto mondiale Ginnungagap, che può essere utilizzato per devastare vaste aree
Shalltear Bloodfallen (シャルティア・ブラッドフォールン?, Sharutia Buraddofōren)
Doppiata da: Sumire Uesaka (ed. giapponese), Laura Cherubelli (ed. italiana)
La custode del primo, secondo e terzo piano di Nazarick. È un vampiro progenitore, dall'aspetto di una ragazzina vestita di nero e dagli occhi rossi, e in battaglia indossa un equipaggiamento di classe Leggendario simile a un'armatura rossa ed è armata di una lancia-siringa che la cura in proporzione al danno inferto. Man mano che si ricopre di sangue, tuttavia, finisce per farsi guidare da una famelica frenesia con il rischio che non riesce più a fermarsi, rivelando la sua vera forma più trasandata e ferale, e con la bocca simile a quella di una lampreda. Ha un'infatuazione per Ainz in quanto anche lui è un non-morto come lei, cosa che la porta spesso a scontrarsi con Albedo. Il suo creatore, Peroroncino, era il fratello minore di Teiera Ribollente, la creatrice degli elfi oscuri Aura e Mare, e pare che litigassero spesso. Questo loro rapporto si rispecchia in Shalltear e Aura, le quali, ogni volta che si incontrano, litigano talmente tanto da costringere Ainz a richiamarle all'ordine spaventandole. Soffre di un complesso del seno piccolo, al punto da imbottirselo, e quando qualcuno, solitamente Aura o Albedo, glielo fa notare va su tutte le furie. Shalltear è la più potente guardiana di Nazarick, abile sia nel combattimento corpo a corpo che in quello magico. A causa di un incidente in cui viene sottoposta al controllo mentale da un membro delle Scritture Nere, finisce involontariamente per ribellarsi ad Ainz che, dopo averla sconfitta grazie alla conoscenza dei suoi punti di forza e debolezze, la riporta in vita per 500 milioni di monete d'oro, senza, però, aver alcun ricordo dei fatti accaduti. Tuttavia, una volta appreso delle sue azioni, sviluppa un complesso di inferiorità e si autoaccusa di aver ferito Ainz. Dopo essersi riabilitata mantiene un costante senso di incertezza e cautela, temendo che possa deludere di nuovo Nazarick.
Gargantua (ガルガンチュア?, Garuganchua)
Il custode del quarto piano di Nazarick. È un golem di pietra alto più di 30 m, con grosse braccia e gambe, e un bagliore rosso che splende dal suo petto. A differenza degli altri custodi non ha una personalità o volontà in quanto non è un PNG personalizzato quanto più un bonus di un amministratore di Yggdrasil, donato alla gilda dopo aver conquistato Nazarick tramite delle specifiche condizioni. In termini di potenza Gargantua è molto più forte di Shalltear, venendo, tuttavia, limitato dalla sua incapacità di pensare o fare qualcosa da solo.
Cocytos (コキュートス?, Kokyūtosu)
Doppiato da: Kenta Miyake (ed. giapponese), Francesco Rizzi (ed. italiana)
Il custode del quinto piano di Nazarick. È un possente guerriero dall'aspetto simile a un incrocio tra una mantide e una formica con una corazza d'osso, che brandisce una grossa alabarda (uno dei suoi tanti armamenti) e ha il potere di controllare il ghiaccio. Responsabile della sicurezza di Nazarick, ha un forte senso dell'onore, rispettando chiunque abbia uno spirito combattivo, ed esegue fedelmente gli ordini che gli vengono impartiti. In seguito diventa responsabile di una tribù di Uomini lucertola che Ainz ha conquistato. Tra i suoi colleghi custodi è il più vicino a Demiourgos, che vede come un rivale e un amico.
Aura Bella Fiore (アウラ・ベラ・フィオーラ?, Aura Bera Fiōra)
Doppiata da: Emiri Katō (ed. giapponese), Martina Tamburello (ed. italiana)
Uno dei due custodi del sesto piano di Nazarick insieme al fratello gemello Mare. È un'elfa oscura dal carattere maschiaccio e totalmente fedele ad Ainz. È molto più energica ed estroversa del fratello, ha capelli dorati ed ha l'occhio destro verde e quello sinistro viola. La sua arma principale è una frusta, con la quale riesce a domare varie bestie che intende aggiungere alla sua collezione in modo da evocarle al suo fianco. Nonostante i continui litigi è molto vicina a Shalltear, imitando involontariamente la relazione tra i loro creatori. Le viene donato l'oggetto di classe Mondiale Ritratto di Natura e Società, una grossa pergamena in grado di isolare in un'altra dimensione. Durante la visita al Paese degli elfi Aura diventa l'eroina di un villaggio di elfi oscuri per averli salvati da un Ankyloursus Lord, in realtà un piano di Ainz per avvicinarsi a loro.
Mare Bello Fiore (マーレ・ベロ・フィオーレ?, Māre Bero Fiōre)
Doppiato da: Yumi Uchiyama (ed. giapponese), Valentina Pallavicino (ed. italiana)
Uno dei due custodi del sesto piano di Nazarick insieme alla sorella gemella Aura. È un mago vestito da femmina, in grado di usare la magia druidica per controllare la terra, ed è molto più tranquillo e timido di Aura, benché sappia essere spietato quando la situazione lo richiede. Al contrario della sorella, ha l'occhio destro viola e quello sinistro verde. Gli viene donato l'oggetto di classe Mondiale Avarizia e Generosità, due guanti, rispettivamente demoniaco e angelico, in grado di assorbire i punti esperienza delle vittime e utilizzarli in seguito.
Demiourgos (デミウルゴス?, Demiurugosu)
Doppiato da: Masayuki Katō (ed. giapponese), Massimo Triggiani (ed. italiana)
Il custode del settimo piano di Nazarick. È un demone simile a un rospo che di solito assume le sembianze di un uomo con gli occhiali e una coda metallica. È molto intelligente, ma è anche spietato nei confronti di chiunque rappresenti una minaccia per Nazarick, della cui difesa è il principale responsabile. Prova piacere nel torturare e far soffrire gli altri, tanto che ha un laboratorio tutto suo dove può condurre esperimenti sui prigionieri. Inoltre, può far apparire due ali per volare e tra le sue abilità la più nota è quella di poter comandare chiunque ascolti la sua voce. Fra i custodi è colui che comprende meglio Mare. Per gli abitanti del Nuovo Mondo è conosciuto come Jaldabaoth, un'identità alternativa che ha assunto per raggiungere i suoi obiettivi senza destare sospetti.
Victim (ヴィクティム?, Vuikutimu)
Doppiato da: Nao Tōyama (ed. giapponese), Jessica Di Muro (ed. italiana)
Il custode dell'ottavo piano di Nazarick. Si presenta come un feto rosa lungo 1 metro, con un'aureola e delle ali simili a bastoncini. Parla enochiano, la lingua degli angeli, ma è apparentemente comprensibile agli altri custodi. L'abilità di Victim è ancora sconosciuta, ma implica che agisca come un sacrificio vivente per proteggere i suoi alleati; proprio per questo ha un carattere umile e modesto, credendo che sia il suo unico dovere e scopo servire gli Esseri Supremi e Nazarick.
Sebas Tian (セバス・チャン?, Sebasu Chan)
Doppiato da: Shigeru Chiba (ed. giapponese), Massimiliano Lotti (ed. italiana)
Il capo maggiordomo della Grande Catacomba di Nazarick, il quale risiede nel nono piano ed è al comando delle Pleiadi. Pur avendo l'aspetto di un uomo anziano con la barba e i capelli bianchi, in realtà è un Dragonoid specializzato nel combattimento a mani nude, la cui potenza è paragonabile a quella dei custodi. A differenza di questi ultimi, però, il suo creatore gli ha donato un forte senso di giustizia, pertanto non accetta che esseri umani vengano uccisi senza motivo, né va d'accordo con Demiourgos la cui personalità è l'opposto.
Yuri α (ユリ·アルファ?, Yuri Arufa)
Doppiata da: Hiromi Igarashi (ed. giapponese), Beatrice Caggiula (ed. italiana)
Il vice-capitano delle Pleiadi. È una Dullahan, che usa un girocollo per tenere la testa attaccata al resto del suo corpo facendola apparire umana. È specializzata nel combattimento a mani nude e usa dei guanti in battaglia. È programmata per comportarsi come un'insegnante, dato che il suo creatore ne era uno, e le altre Pleiadi la guardano come una sorella maggiore. Come Sebas ha una posizione prevalentemente neutrale nei confronti degli umani, ma a differenza di lui il suo senso di giustizia non è così forte da aiutare le persone.
Lupusregina β (ルプスレナ·ベータ?, Rupusuregina Bēta)
Doppiata da: Mikako Komatsu (ed. giapponese), Giulia Bersani (ed. italiana)
Una delle Pleiadi. È un lupo mannaro con una personalità molto brillante ed estroversa. È socievole e amichevole nei confronti degli umani, anche se è solo una maschera per nascondere la sua personalità brutale e astuta; le piace anche fare battute oscene. Lupusregina è una druida in grado di usare la magia curativa e spesso ha un enorme numero di aiutanti per combattere. Viene successivamente assegnata da Ainz per proteggere gli abitanti del Villaggio di Carne dopo aver domato Hamsuke, dato che la sua presenza era l'unica cosa che teneva lontani i mostri da lì.
Narberal γ (ナーベラル・ガンマ?, Nāberaru Ganma)
Doppiata da: Manami Numakura (ed. giapponese), Federica Simonelli (ed. italiana)
Una delle Pleiadi. È una doppelgänger di classe maga, specializzata nelle magie di aria, ed è la più umana d'aspetto tra le sue colleghe. Proprio per questo motivo accompagna Ainz nella sua esplorazione del nuovo mondo quando si traveste da avventuriero utilizzando l'alias di Narbe, la cui bellezza viene paragonata spesso a quella della Principessa Aurea di Re-Estize tanto da venire soprannominata "La bellissima principessa". Narberal è molto orgogliosa di questo suo dovere, tanto da considerarlo un distintivo d'onore. Tuttavia, come la maggior parte degli abitanti di Nazarick, prova un grande disprezzo verso gli esseri umani, diventando violenta quando riceve da loro delle avance e portando la maggior parte a credere che sia l'amante o la servitrice di Momon. Alcune delle Pleiadi sono gelose di lei a causa della vicinanza che ha con Ainz.
CZ2128 δ (シズ·デルタ?, Shizu Deruta)
Doppiata da: Asami Seto (ed. giapponese), Giulia Maniglio (ed. italiana)
Una delle Pleiadi. È un automa di classe pistolera armata, appunto, con armi futuristiche. Sebbene silenziosa e priva di emozioni, non prova particolare antipatia per gli umani e, anzi, ama le cose carine, sperando un giorno di ottenere un animale domestico. È l'unica che sa come aprire le porte di Nazarick, sia segrete che pubbliche.
Solution ε (ソリュシャン·イプシン?, Soryushan Ipushiron)
Doppiata da: Ayane Sakura (ed. giapponese), Chiara Francese (ed. italiana)
Una delle Pleiadi. È uno slime ed è una delle Pleiadi più pericolose per gli umani dal momento che le piace divorarli vivi. È un'assassina e un'avvelenatrice che può decidere di proteggere o sciogliere le cose che assorbe, riuscendo anche a controllare la velocità di digestione. Solution va d'accordo con Shalltear a causa dei loro gusti simili.
Entoma Vasilissa ζ (エントマ·ヴァシリッサ·ゼータ?, Entoma Vuashirissa Zēta)
Doppiata da: Kei Shindo (ed. giapponese), Veronica Cuscusa (ed. italiana), Debora Morese (ed. italiana, da Stagione 3 dopo aver divorato Arche)
Una delle Pleiadi. È un'entomomante, un'evocatrice di insetti, a cui piace predare gli umani quando ha fame (in particolare ama mangiare le braccia degli uomini), ma per il resto non li considera degni di attenzione. La sua faccia è in realtà un insetto che nasconde il suo vero volto aracneiforme, mentre camuffa la sua voce con quella di una ragazza carina usando una sanguisuga che può imitare la voce di un umano. La sua voce originale, che non le piace usare, è dura e stridente, simile a quella di Cocytos. Nutre un grande rancore verso l'avventuriera Evileye del gruppo Rosa Blu in quanto ha usato la magia anti-insetti per distruggere la sua voce carina in battaglia e l'ha sconfitta e umiliata, desiderando di poterla combattere di nuovo e prenderne la voce come vendetta. È chiamata la "Predatrice della famiglia" perché a volte mangia la famiglia di Duca Terrore come spuntino, rendendolo molto spaventato da lei.
Aureole ω (オーレオル·オメガ?, Ōreōru Omega)
Una delle Pleiadi ma solo in circostanze particolari, quando esse passano dalle Sei Stelle alle Sette Sorelle. Viene, quindi, nominata leader delle Pleiadi, ma poiché è anche la custode del Santuario dei fiori di ciliegio nell'ottavo piano lascia che sia Yuri α a esserlo. È una giovane ragazza, non diversa da un normale essere umano, vestita come una miko il cui unico tratto è quello di essere immortale ed è protetta dai suoi servitori Uka-no-Mitamas e Ootoshis. La sua classe è comandante, in grado di impartire ordini che potenziano gli alleati. È responsabile di tutti i cancelli di teletrasporto a Nazarick. Se un intruso tenta di entrarvi utilizzerà una sorta di portale sconosciuto per teletrasportarsi o deviare gli intrusi nell'area di isolamento di sua scelta. Ainz sembra fidarsi molto di lei, affidandole la Staff of Ainz Ooal Gown ogni volta che lascia Nazarick.
Pandora's Actor (パンドラズ・アクター?, Pandorazu Akutā)
Doppiato da: Mamoru Miyano (ed. giapponese), Luigi Rosa (ed. italiana)
Il custode che funge da tesoriere e si occupa delle finanze di Nazarick, creato dallo stesso Ainz. È un doppelgänger di alto livello il cui volto è una semplice testa d'uovo con tre fori e vestito con un'uniforme da ufficiale militare, ma può trasformarsi in chiunque altro, copiando anche le loro abilità e poteri, e proprio per questo Ainz lo chiama occasionalmente come suo sostituto quando le situazioni richiedono che Ainz e Momon siano attivi contemporaneamente. In base alle sue impostazioni è la combinazione di tutto ciò che Ainz pensava fosse bello, con gesti esagerati e linguaggio del corpo, ma nel nuovo mondo questo mette in imbarazzo lo stesso Ainz in quanto Pandora's Actor rispecchia il suo lato giovanile. Nonostante il suo aspetto e la sua personalità, è allo stesso livello dei custodi ed è considerato intelligente quanto Albedo e Demiourgos. Nonostante non passino molto tempo insieme, lui e Ainz condividono un forte legame, con quest'ultimo che gli permette segretamente di chiamarlo "padre".
Pestonya Shortcake Wanko (ペストワニャ·ショートワ·ワンコ?, Pesutōnya Shōtokēki Wanko)
Doppiata da: Satomi Arai (ed. giapponese), Alice Bertocchi (ed. italiana)
La capo cameriera delle fanciulle Homunculus della Grande Catacomba di Nazarick, il cui aspetto è quello di una bella signora ma con la testa di un cane pastore delle Shetland con una cicatrice verticale sul viso che corre lungo il centro. Pestonya non prova antipatia per gli umani ed è persino disposta a salvarli dalla crudeltà dei suoi compagni PNG. Possiede potenti magie curative, tra cui quelle di resurrezione che richiedono monete d'oro, gioielli o altri beni di valore equivalenti.
Eclair Ecleir Eicler (エクレア·エクレール·エイクレーー?, Ekurea Ekurēru Eikureā)
Doppiato da: Nobuyuki Hiyama (ed. giapponese), Paolo De Santis (ed. italiana)
L'assistente maggiordomo della Grande Catacomba di Nazarick. Eclair è un pinguino saltarocce con capelli biondi che cura personalmente, molto orgoglioso del suo ruolo ma dotato di un complesso di superiorità. È stato programmato con il desiderio di rovesciare Ainz e conquistare Nazarick come uno scherzo dal suo creatore. Gli altri PNG ne sono pienamente consapevoli, ma a loro non importa perché non rappresenta una minaccia e sanno che è solo una parte delle sue impostazioni. Dato che quando cammina strascica sul terreno è sempre accompagnato da un servitore quando si deve spostare.
Clavu (クラヴゥ?, Kuravū)
Doppiato da: Takuya Satō (ed. giapponese), Lorenzo Scattorin (ed. italiana)
Chiamato anche Sous-chef (副料理長?), è il responsabile del ristorante di Nazarick. Clavu è un myconid (un fungo antropomorfo, nel suo caso un dente bilioso), orgoglioso della sua professione. Preferisce ospiti maschili, silenziosi ed eleganti. Dà anche un'attenta considerazione ai suoi ospiti, come quando dà una cannuccia a Eclair. Pur non amando gli estranei che si uniscono alla Grande Catacomba di Nazarick come gli altri abitanti, è disposto a collaborare e a vedere i potenziali vantaggi che potrebbero offrire ad Ainz e Nazarick.
Duca Terrore (恐怖 公, きょうふこう?, Kyōfukou)
Doppiato da: Hiroshi Kamiya
Il custode responsabile di un piano denominato Capsula nera e membro dei Cinque Peggiori, un gruppo non ufficiale di Nazarick composto da cinque dei suoi più disgustosi PNG, detenendo il titolo di "Peggiore Residenza". Ha l'aspetto di uno scarafaggio alto 30 cm che cammina sulle zampe posteriori, indossa una piccola corona e un mantello, e porta un piccolo scettro, dando l'impressione di essere il re degli scarafaggi. Parla educatamente con tutta l'etichetta di un gentiluomo. Il piano che controlla è pieno di scarafaggi e ce ne sono così tanti che ricorrono al cannibalismo per sopravvivere. È terrorizzato da Entoma in quanto, a volte, la Pleiade decide di mangiare i suoi scarafaggi come spuntino. Durante l'operazione contro l'organizzazione Otto Dita, Mare gli porta uno dei suoi membri, Hilma, che viene da lui stesso torturata in modo da rivelare tutti i loro segreti, e in seguito ripeterà lo stesso trattamento con gli altri.
Gashokukochuuou (餓食狐蟲王?, Gashokukochuuō)
Il custode responsabile di un piano denominato Grande Fossa e membro dei Cinque Peggiori, detenendo il titolo di "Peggior Aspetto". È una creatura parassitaria, che usa gli umani come una "casa". Lui e la sua famiglia risiedono attualmente all'interno di Hekkeran e Imina, due dei membri di Foresight che sono stati sconfitti e uccisi durante la loro incursione a Nazarick. È anche conosciuto come il "Re del prolifero affamato" ed è un buon amico di Cocytus.
Neuronist Painkill (ニューロニスト・ペインキル?, Nyūronisuto Peinkiru)
Doppiato da: Tesshō Genda (ed. giapponese), Patrizio Prata (ed. italiana)
Simile ad un polpo, dotata di gambe e diversi viscidi tentacoli nonché due mani con unghie lunghe e ben adorne, è la responsabile speciale per la raccolta di informazioni della Grande Catacomba di Nazarick nonché membro dei Cinque Peggiori, detenendo il titolo di "Peggiore Occupazione". Nonostante sia un androgeno si ritiene di sesso femminile, difatti anch'essa è follemente devota ad Ainz, tant'è che si ritiene più adorabile e graziata di Albedo e Shalltear. È inoltre abile e ferrata nella tortura e nell'estrapolazione di informazioni importanti da soggetti.
Chacmool (チャックモール?, Chakkumōru)
L'istruttore musicale di Nazarick, incaricato di insegnare agli abitanti come suonare gli strumenti musicali, e membro dei Cinque Peggiori, detenendo il titolo di "Peggiore Personalità". Considera gli umani come cibo o giocattoli richiedendoli ad Ainz e comanda diversi Doppelgänger Maggiori.
Nigredo (ニグレド?, Niguredo)
Doppiata da: Kikuko Inoue (ed. giapponese), Cristina Giolitti (ed. italiana)
La sorella maggiore di Albedo, specializzata nella raccolta di informazioni. Anche se assomiglia ad Albedo il suo viso non ha pelle, dandogli un aspetto contorto, così come la sua mente, a meno che non le venga data una bambolina. È armata con un paio di forbici (nell'anime sono grandi quanto una spada). Tuttavia, è in realtà uno dei pochi PNG di Nazarick che è sinceramente gentile. Nonostante siano opposti polari nell'aspetto e nella personalità, lei e Albedo generalmente vanno d'accordo. Teme sua sorella minore Rubedo, che lei dice potrebbe un giorno portare calamità a Nazarick.
Rubedo (ルベド?)
La sorella minore di Albedo e Nigredo. È il PNG più forte di Nazarick, tanto da tenere testa ad Ainz a piena potenza. Non si sa molto di lei, ma Albedo la ama teneramente mentre Nigredo la teme.

## Nuovo Mondo
Il Nuovo Mondo è il nome usato per riferirsi al mondo in cui è stata trasportata Nazarick contenente una varietà di creature, ognuna con la propria cultura. Sembra che ci sia una sorta di connessione tra esso e Yggdrasil, poiché i giocatori vi vengono trasportati ogni due secoli. Il mondo una volta aveva una sua forma di magia conosciuta come "Magia Primordiale", tuttavia, poiché i giocatori di Yggdrasil hanno introdotto la propria "Magia di Livello", è diventata sempre meno usata. Gli abitanti sono anche considerati estremamente deboli dagli standard di Yggdrasil.

### Alleati di Nazarick
All'arrivo nel Nuovo Mondo, Nazarick inizia a espandere rapidamente la sua influenza per proteggersi dalle minacce esterne. Mentre Ainz riesce ad ottenere la lealtà degli umani locali per lo più attraverso metodi pacifici, gli altri abitanti di Nazarick usano soprattutto aggressività e violenza per conquistare le tribù semiumane locali.
Hamsuke (ハムスケ?, Hamusuke)
Doppiata da: Akeno Watanabe (ed. giapponese), Federica Valenti (ed. italiana)
Una gigantesca femmina di criceto siberiano con una coda serpentesca che in precedenza viveva nelle foreste vicino al Villaggio di Carne. Essendo originariamente conosciuta come "Il Savio Re del Bosco" si pensava che fosse la bestia più forte tra gli abitanti della foresta, ma in realtà è più o meno un'idiota. Dopo aver saputo di lei Ainz, come Momon, la cerca per aumentare la sua fama, rimanendone, tuttavia, estremamente deluso, non capendo ciò che gli altri vedono in lei, e procede a sconfiggerla facilmente, domandola e chiamandola "Hamsuke". Si unisce quindi al gruppo di avventurieri di Ainz, "Oscurità", come sua bestia registrata e totalmente dedita a lui. Inizialmente molto arrogante per il fatto di essere forte per gli standard del Nuovo Mondo, arriva a rendersi conto di quanto sia debole nell'incontrare gli abitanti di Nazarick e, quindi, si dedica a diventare più forte.
Tuareniña Veyron (ツアレニーベ·ベイロン?, Tsuarenīnya Beiron)
Doppiato da: Yū Shimamura (ed. giapponese), Chiara Leoncini (ed. italiana)
Un'apprendista cameriera della Grande Catacomba di Nazarick sotto la supervisione di Sebas Tian. Era una schiava illegale nel mondo criminale del Regno di Re-Estize, fino a quando Sebas non la trovò e la salvò mentre era in missione nel regno. In seguito, dopo averla curata, comincia lentamente ad aprirsi a lui sviluppando anche una cotta. Viene, poi, rivelato che è la sorella maggiore di Niña Veyrion prima di essere stata presa da un nobile e alla fine venduta in schiavitù. Ainz decide di prenderla sotto la sua protezione per gratitudine verso Niña, che si era rivelata una preziosa fonte di informazioni per lui. Non è a conoscenza del fatto che sua sorella più piccola sia morta, ma non si aspetta di vederla di nuovo, essendo felice di poter rimanere con Sebas.

### Villaggio di Carne
Il Villaggio di Carne (カルネ村?, Karune Mura) è un piccolo villaggio nel Regno di Re-Estize. Si trova alla frontiera vicino al confine con l'Impero di Baharuth, rendendolo molto vicino al Grande Bosco di Tob (トブの大森林?, Tobu No Dai Shinrin) dove risiedono vari semiumani, inclusa Nazarick. Ainz salvò il villaggio quando è stato attaccato dai soldati della Teocrazia di Slane e gli abitanti sono rimasti fedeli a lui da allora, soprattutto quando Nazarick e il Regno sono entrati in guerra, diventando in seguito parte del Regno dello Stregone. Il villaggio ha anche iniziato a ospitare abitanti semiumani, a partire dai Goblin convocati usando un oggetto dato agli abitanti del villaggio da Ainz, poi gli Ogre del Grande Bosco di Tob e la maggior parte dei Nani che stabilirono rapporti commerciali con il Regno dello Stregone.
Enri Emmot (エンリ・エモット?, Enri Emotto)
Doppiata da: Mao Ichimichi (ed. giapponese), Giada Bonanomi (ed. italiana)
Una ragazza del Villaggio di Carne che è stata salvata da Ainz dai soldati della Scrittura del Sole, il quale le dona i suoi due Corni di Evocazione dei Goblin che usa per proteggere il suo villaggio. Enri condivide uno stretto legame con il suo amico d'infanzia e fidanzato Nfirea. Lei e tutti gli altri abitanti del villaggio ammirano e rispettano Ainz per averli salvati da Nigun e lasciano volentieri il Regno quando il principe ereditario tenta di costringerli a unirsi alla lotta contro Ainz. Infine lei e Nfirea si sposano, andando a vivere nella loro casa.
Nemu Emmot (ネム・エモット?, Nemu Emotto)
Doppiata da: Marika Kono (ed. giapponese), Laura Valastro (ed. italiana)
Una ragazza del Villaggio di Carne e sorella minore di Enri che Ainz ha salvato dai soldati della Scrittura del Sole. Quando Enri e Nfirea sono invitati a cena a Nazarick si unisce a loro, stupendosi dalla ricchezza di Ainz e dalla bellezza di Nazarick, cosa che lo diverte molto mostrandole personalmente la maggior parte della catacomba. Si trasferisce da Lizzie Bareare dopo il matrimonio della sorella.
Nfirea Bareare (ンフィーア·バレアレ?, Nfīrea Bareare)
Doppiato da: Ayumu Murase (ed. giapponese), Sebastiano Tamburrini (ed. italiana)
Un famoso farmacista della città E-Rantel, nipote di Lizzie Bareare e amico d'infanzia di Enri Emmot, con un talento innato di poter usare qualsiasi oggetto magico. Nfirea nutre sentimenti romantici per Enri, che alla fine si concretizzano. Riesce a creare una pozione viola dai materiali di Nazarick e del Nuovo Mondo che funziona meglio della pozione blu ma ancora meno della pozione rossa di Yggdrasil. Ainz è soddisfatto di questo passo in avanti, ma spera di poter fare almeno questo tipo di pozione con materiali del Nuovo Mondo.
Lizzie Bareare (リィジー·バレアレ?, Ryijī Bareare)
Doppiata da: Ikuko Tani (ed. giapponese), Elisabetta Cesone (ed. italiana)
La nonna di Nfirea, considerata la migliore farmacista di E-Rantel. I tratti più importanti di Lizzie sono che è spesso esigente e meticolosa. Quando Nfirea viene catturato da Clementine, vende tutta la sua mercanzia a Momon per salvarlo e, alla fine, si trasferisce insieme al nipote nel Villaggio di Carne, dove cercano di creare insieme una pozione rossa di Yggdrasil.
Brita (ブリタ?, Burita)
Doppiata da: Satsuki Yukino (ed. giapponese), Giada Sabellico (ed. italiana)
Il capo sfacciato e spesso irascibile del comitato di vigilanza del Villaggio di Carne e un'ex avventuriera di grado ferro. Brita incontra per la prima volta Ainz come Momon quando distrugge accidentalmente la sua pozione in una taverna, decidendo di darle una pozione rossa per compensare la sua perdita. Questa pozione finisce per salvarle la vita quando incontra Shalltear, ma l'esperienza provata la porta a smettere di essere un'avventuriera. Si trasferisce al Villaggio di Carne dove assiste la gente diventando il ranger del villaggio.
Jugemu (ジュゲム?)
Doppiato da: Shinya Hamazoe (ed. giapponese), Oliviero Corbetta (ed. italiana)
Il comandante dei goblin evocati da Enri grazie al corno donatole da Ainz. Jugemu possiede un corpo muscoloso e atletico per il quale è difficile per gli altri pensare che sia un semplice goblin; inoltre si distingue dai suoi simili per la sua intelligenza e capacità di leadership.

### Villaggio degli Uomini lucertola
Gli Uomini lucertola (リザードマン?, Rizādoman) sono lucertole umanoidi che possiedono caratteristiche umane e rettiliane. Vivono in una società tribale con al momento cinque tribù conosciute: Artigli Verdi (グリーン・クロー?, Gurīn Kurō), Piccole Zanne (スモール・ファング?, Sumōru Fangu), Coda Rasoio (レイザー・テール?, Reizā Tēru), Zanna di Drago (ドラゴン・タスク?, Doragon Tasuku) e Occhi Scarlatti (レッド・アイ?, Reddo Ai). Nazarick dichiara guerra alle tribù per consolidare il suo controllo sulla regione, cosa che le porta a formare un'alleanza per resistergli. Mentre godevano del successo iniziale, dovuto al fatto che Ainz aveva dato a Cocytos risorse limitate, i guerrieri vengono completamente sterminati quando Ainz fa scendere in campo solo il custode, che dimostra la potenza di Nazarick contro tutti loro. Tuttavia, Cocytos sviluppa un rispetto per gli Uomini lucertola e prega di risparmiarli, facendo sì che Ainz li ponga sotto la sua supervisione e resuscitando persino coloro che erano morti. In seguito gli Uomini lucertola cominciano a riverire Ainz come un dio giurandogli fedeltà.
Zaryusu Shasha (ザリュース・シャシャ?, Zaryūsu Shasha)
Doppiato da: Hiroki Touchi (ed. giapponese), Luca Ghignone (ed. italiana)
Un Uomo lucertola della tribù Artigli Verdi e portatore della spada magica Frost Pain, che ha vari poteri sul ghiaccio. Una volta era un viaggiatore, avendo lasciato la sua tribù per esplorare il mondo, e a differenza di molti altri prima di lui è tornato e ha portato la conoscenza su come allevare i pesci. È lui che riesce a unificare tutte le tribù degli Uomini lucertola per combattere contro Ainz, durante il quale incontra Crusch Lulu che in seguito diventa la sua compagna. Insieme agli altri Uomini lucertola riesce a fermare il primo (debole) attacco di Ainz e successivamente affronta Cocytos al fianco di suo fratello e di altri cinquanta guerrieri d'élite, finendo per essere l'ultimo ancora in piedi per, poi, venire ucciso anche lui. Più tardi Crusch chiede ad Ainz di resuscitarlo in cambio di essere l'informatrice di Nazarick, portando Zaryusu a giurargli fedeltà. Diventa padre dopo che Crusch ha dato alla luce il loro figlio albino.
Shasuryu Shasha (シャースーリー·シャシャ?, Shāsūryū Shasha)
Doppiato da: Naomi Kusumi (ed. giapponese), Alessandro Conte (ed. italiana)
Il fratello maggiore di Zaryusu e Capo degli Artigli Verdi. È tra i pochi uomini lucertola a combattere contro Cocytos e a essere rianimato. Lui e suo fratello si preoccupano molto l'uno dell'altro.
Crusch Lulu (クルシュ·ルールー?, Kurushu Rūrū)
Doppiata da: Sora Amamiya (ed. giapponese), Martina Felli (ed. italiana)
Compagna di Zaryusu e Capo della tribù Occhi Scarlatti. È un'albina, che normalmente comporterebbe l'abbandono alla nascita, ma è stata allevata e cresciuta dai suoi genitori. Durante una carestia suo padre, il capo, commise fratricidio per impedire la morte del suo popolo. Incapace di sopportare la vergogna, Crusch organizzò una rivolta che ebbe successo e diventando il nuovo capo della tribù. Lei e Zaryusu si incontrano quando questi viene a chiedere un'alleanza tra le tribù degli Uomini lucertola, e si innamorano quando lui, mentre è infatuato dalla sua bellezza, si lascia sfuggire una richiesta di matrimonio. Diventa la rappresentante per il popolo degli Uomini lucertola dopo la lotta contro Cocytos, e dopo aver incontrato Ainz egli le offre la possibilità di resuscitare Zaryusu in cambio del suo ruolo di informatrice per qualsiasi segno di ribellione. È la maga più potente tra gli Uomini lucertola, ma a causa della sua pelle è estremamente vulnerabile al sole, facendole indossare un vestito da cespuglio e venendo spesso scambiata per un mostro pianta. Alla fine lei e Zaryusu hanno un figlio che ha ereditato dalla madre il suo albinismo. Prova ancora paura verso Ainz, come quando si informa del bambino temendo che possa portarglielo via.
Zenberu Gugu (ゼンベル·ググー?, Zenberu gugū)
Doppiato da: Kōji Ishii (ed. giapponese), Dario Agrillo (ed. italiana)
Il capo della tribù Zanna di Drago, divenuto il compagno più fidato di Zaryusu dopo averne riconosciuto la forza in un duello. Più grande di un comune uomo lucertola, la sua caratteristica più notevole è il braccio destro molto più grosso e muscoloso che lo rende un monaco molto più forte del normale. Come Zaryusu anche lui era un viaggiatore.
Kyuku Zuzu (キュクズ·ズーズー?, Kyukū Zūzū)
Doppiato da: Junpei Asashina (ed. giapponese)
Il capo della tribù Coda Rasoio. Indossa un'armatura incantata che aumenta la sua forza ma ne sopprime l'intelligenza, facendogli pronunciare frasi brevi e sconnesse.
Sukyu Juju (スーキジ·ジュジュ?, Sūkyu Juju)
Doppiato da: Tooru Sakurai (ed. giapponese), Diego Baldoin (ed. italiana)
Il capo della tribù Piccole Zanne. Nonostante sia più piccolo di un uomo lucertola le sue membra sono forti come l'acciaio, oltre al fatto che è un esperto in tattiche di guerriglia e il migliore negli attacchi a distanza. Particolari che lo contraddistinguono sono una cresta spinata e la lingua che spunta fuori dalla bocca.

### Otto Dita
La Otto Dita (八本指?) è un sindacato criminale nel Regno di Re-Estize, detenendo una notevole quantità di influenza con cui controlla efficacemente l'intera nazione nell'ombra. I Sei Bracci (六腕?) è il loro dipartimento di sicurezza il cui compito è eliminare chiunque ostacoli l'organizzazione. Entrano in contatto con Nazarick dopo che Sebas salva Tuareniña, riprendendosela e portando Ainz a ordinare la loro distruzione; tuttavia, Demiourgos, vedendone il valore, opta per il loro utilizzo nel regno. Quando Ainz inizia l'invasione di Re-Estize, alla Otto Dita viene ordinato di scegliere circa un migliaio di persone del Regno che fossero loro fedeli per, poi, essere teletrasportati in un nuovo villaggio.
Hilma Cygnaeus (ヒルマ・シュグネウス?, Hiruma Shiguneusu)
Doppiata da: Toa Yukinari (ed. giapponese), Maddalena Vadacca (ed. italiana)
La capo del dipartimento del commercio di narcotici della Otto Dita. Viene rapita da Mare nella sua villa e portata a Nazarick dove viene torturata da Duca Terrore, cosa che la lascia mentalmente distrutta e disperata a causa del trattamento riservatole, arrivando al punto da vendere i suoi compagni e diventando una servitrice di Nazarick. Il trauma della sua tortura le ha anche fatto perdere la capacità di mangiare cibo solido. Opera insieme ad Albedo come parte del suo piano per permettere a Nazarick di annettere il Regno di Re-Estize.
Ampetif Cocco Doll (アンペティフ・コッコドール?, Anpetifu Kokkodōru)
Doppiato da: Yoshimitsu Shimoyama (ed. giapponese), Luca Bottale (ed. italiana)
Il capo del dipartimento del commercio degli schiavi della Otto Dita. Viene catturato grazie agli sforzi congiunti di Sebas, Climb e Brain. Durante la guerra del Regno di Re-Estize viene salvato dai suoi colleghi, solo per essere preso da Shalltear e portato da Duca Terrore.
Zero (ゼロ?)
Doppiato da: Rintarou Nishi (ed. giapponese), Renzo Ferrini (ed. italiana)
Il leader dei Sei Bracci conosciuto come "Demone combattente", che oltre a essere un monaco di prim'ordine può possedere temporaneamente le abilità degli animali che ha ucciso rappresentati dai suoi tatuaggi. Ha sviluppato una rivalità unilaterale con Sebas dopo che aveva umiliato i Sei Bracci facendo incarcerare Succulent, costringendolo a rapire Tuareniña per attirarlo in una trappola. Si scontra con Brain e Climb mentre gli altri membri si occupano di Sebas, ma quest'ultimo, giunto sul posto dopo averli uccisi, fa lo stesso con Zero dopo aver subito il suo attacco più forte.
Succulent (サキュロント?)
Doppiato da: Atsushi Imaruoka (ed. giapponese), Roberto Accornero (ed. italiana)
Un membro dei Sei Bracci conosciuto come "Diavolo illusorio", specializzato in varie magie illusorie che combina con delle abilità di scherma. Viene sconfitto per due volte da Brain e Climb venendo in seguito arrestato.
Davernoch (デイバーノック?)
Doppiato da: Shunichi Maki (ed. giapponese), Aldo Stella (ed. italiana)
Un membro dei Sei Bracci. È un Elder Lich che si è autoproclamato il "Re non-morto", possiede diversi oggetti magici e, a differenza della maggior parte dei non-morti, è in grado di sopprimere il suo naturale disprezzo verso i vivi. Viene ucciso da Sebas.
Edström (エドストレーム?)
Doppiata da: Eriko Matsui (ed. giapponese), Cristiana Rossi (ed. italiana)
L'unica donna all'interno dei Sei Bracci, conosciuta come "Scimitarra danzante" per la sua abilità di poter controllare telepaticamente le sue armi insieme a un'abilità che le consente di usare ogni parte del suo corpo indipendentemente dall'altra. Viene uccisa da Sebas.
Pecherian (ペシュリアン?)
Doppiato da: Shōta Yamamoto (ed. giapponese)
Un membro dei Sei Bracci conosciuto come "Squarcio spaziale" per via della sua spada estremamente sottile, più simile a una frusta, in grado di attaccare con estrema velocità. Viene ucciso da Sebas.
Malmvist (マルムヴィスト?)
Doppiato da: Hiromichi Tezuka (ed. giapponese), Patrizio Prata (ed. italiana)
Un membro dei Sei Bracci conosciuto come "Mille uccisioni" grazie al suo spadino che può uccidere anche con un singolo graffio. Viene ucciso da Sebas.

### Impero di Baharuth
L'Impero di Baharuth (バハルス帝国?, Baharusu Teikoku) è una nazione umana situata ad est di Nazarick. Un tempo era uno stato feudale come il Regno di Re-Estize, fino a quando l'attuale imperatore Jircniv stabilì una monarchia assoluta eliminando molti dei nobili, continuando a guadagnare sempre più prosperità. L'Impero è anche in guerra ogni anno con il Regno di Re-Estize, ma queste invasioni hanno semplicemente lo scopo di indebolire lentamente il Regno mentre l'Impero attende l'opportunità di conquistarlo con perdite minime. È la prima nazione a stabilire un contatto ufficiale con Nazarick, ma dopo aver constatato la forza dei suo abitanti l'imperatore sceglie di accettarla come nazione indipendente e, allo stesso tempo, tenta di radunare altre nazioni umane contro di essa. Tuttavia, poiché tutti rimangono terrorizzati dalla potenza militare di Nazarick, il piano fallisce. Successivamente l'Imperatore si sottomette a Nazarick facendo diventare l'Impero il suo primo stato vassallo.
Jircniv Rune Farlord El Nix (ジルクニフ·ルーン·ファーロド·ニクス?, Jirukunifu Rūn Fārōdo Eru Nikusu)
Doppiato da: Takahiro Sakurai (ed. giapponese), Alessandro Germano (ed. italiana)
L'attuale imperatore di Baharuth. È una persona calma e pragmatica che è disposta a eliminare chiunque si metta sulla sua strada e a sostituirli con chi ritiene più adatto, sia esso un nobile o un cittadino comune, motivo per cui viene chiamato l'Imperatore Sanguinario per i numerosi nobili che ha ucciso dopo la sua ascesa al trono. Venuto a sapere di Ainz desidera trasformarlo nella sua pedina, inviando diversi appaltatori a invadere la catacomba di Nazarick dopo averne scoperto la posizione e dando la colpa al Regno di Re-Estize. Tuttavia, erano gli stessi abitanti di Nazarick che gli avevano fatto trapelare la posizione ed è costretto a recarvisi per scusarsi con Ainz, temendo che avrebbero distrutto l'impero come rivalsa. Vedendo il potere di Nazarick, Jircniv propone disperatamente un'alleanza contro il Regno di Re-Estize per impedire loro di attaccare l'Impero, pianificando segretamente di formare un'alleanza con le altre nazioni umane facendo leva sulla paura del potere di Ainz. Tuttavia, nella battaglia sulla Piana di Katze il potere distruttivo di Ainz si rivela oltre ogni immaginazione, terrorizzando i regni umani. Lo stesso Jircniv viene colto da un forte stress il quale gli provoca dolori allo stomaco e perdita di capelli che lenisce bevendo pozioni curative, oltre a una paranoia in cui crede che sia in atto una cospirazione. Partecipa a un incontro segreto con dei rappresentanti della Teocrazia di Slane nell'anfiteatro, ma quando anche il suo campione Go Gin viene sconfitto in un duello da Ainz viene abbandonato dai suoi alleati, decidendo di arrendersi e sottomettersi al Re Stregone. Ironicamente la vassallizzazione dell'Impero finì per consolidare il suo governo, togliendogli un enorme onere amministrativo dalle sue spalle e rendendo Jircniv effettivamente grato ad Ainz pur continuando ad avere paura di lui. Si avvicina molto al re dei Quagoa Pe Riyuro, in quanto hanno avuto esperienze simili con Ainz e che diventa il suo primo vero amico.
Fluder Paradyne (フールーパ·パラダン?, Fūrūda Paradain)
Doppiato da: Takaya Hashi (ed. giapponese), Silvano Piccardi (ed. italiana)
Il mago della corte imperiale. È il più forte incantatore esistente, essendo in grado di usare fino a sei livelli di magia, il più alto grado raggiungibile dagli umani. Quando Ainz gli rivela il suo vero potere come un incantatore in grado di usare la magia sopra il livello 10, Paradyne cade in ginocchio e giura la sua immutabile lealtà ad Ainz, aiutando a organizzare gli appaltatori per invadere la Catacomba come mossa iniziale per dimostrare la potenza di Nazarick all'Impero. Il suo unico desiderio è quello di scrutare nel vuoto della magia, tradendo chiunque per arrivarci. Attualmente serve Nazarick in cambio di diventare apprendista di Ainz.
Baziwood Peshmel (バジウッド・ペシュメル?, Bajiuddo Peshumeru)
Doppiato da: Yoshikazu Nagano (ed. giapponese), Alessandro D'Errico (ed. italiana)
Il leader di fatto dei Quattro cavalieri imperiali conosciuto come il "Fulmineo", caratterizzato da una personalità eccessivamente informale anche in presenza dell'imperatore. È anche un donnaiolo, tanto da aver preso diverse donne di strada come mogli e altrettanti come amanti, cinque delle quali vivono sotto lo stesso tetto. Baziwood fu un cittadino comune che pur di affrancarsi dalla povertà decise di diventare un cavaliere, finché i suoi sforzi non attirarono l'attenzione di Jircniv che lo rese uno dei suoi Quattro cavalieri, divenendo un nobile con il rango di conte.
Leinas Rockbruise (レイナース・ロックブルズ?, Reināsu Rokkuburuzu)
Doppiato da: Ai Kakuma (ed. giapponese), Gea Riva (ed. italiana)
Un membro dei Quattro cavalieri imperiali conosciuta come l'"Esplosiva". Leinas è nata da una nobile famiglia dell'Impero di Baharuth, dove guadagnò una certa fama sconfiggendo mostri e bestie intorno al dominio della sua famiglia. Tuttavia, un giorno venne maledetta dopo aver ucciso un mostro, lasciandole sfigurato il lato destro della sua faccia. Sapendo che il suo aspetto avrebbe portato loro vergogna, il suo fidanzato l'abbandonò e venne rinnegata dalla sua famiglia. Da allora il suo unico obiettivo divenne quello di vendicarsi di coloro che le fecero torto e di trovare un modo per curare la sua cosiddetta maledizione "incurabile". Le abilità e la reputazione di Leinas alla fine catturarono l'attenzione dell'imperatore Jircniv, che le permise di vendicarsi in cambio dell'unirsi alla sua guardia personale, chiarendo comunque che se il suo obiettivo o la sua vita fossero state a rischio se ne sarebbe andata. Usò la sua nuova posizione per richiedere al mago di corte Fluder Paradyne di liberarsi della sua maledizione, ma anche gli sforzi del potente mago fallirono. Durante l'incontro con Ainz alla Grande Catacomba di Nazarick esprime invidia per la bellezza delle Pleiadi. Con la nascita del Regno dello Stregone, Jircniv tiene Leinas a distanza e le impedisce di partecipare a qualsiasi suo incontro clandestino, sapendo che, essendo la meno leale dei Quattro cavalieri, avrebbe sicuramente diseredato per il regno di Ainz in cambio di qualsiasi informazione. In seguito viene confermato che abbia lasciato il gruppo.
Nimble Arc Dale Anoch (ニンブル・アーク・デイル・アノック?, Ninburu Āku Deiru Anokku)
Doppiato da: Jun Kasama (ed. giapponese), Roberto Fedele (ed. italiana)
Un membro dei Quattro cavalieri imperiali conosciuto come il "Tempestoso". Nato come terzogenito da un barone dell'Impero insieme a un fratello e una sorella maggiori e una sorella minore, in giovane età Nimble riuscì a catturare l'attenzione di Jircniv, con il fratello maggiore che si impegnò per metterlo al servizio dell'imperatore e, alla fine, si guadagnò il titolo di conte grazie ai suoi successi personali. A causa dell'esperienza avuta con le sorelle è terrorizzato dalle donne, riuscendo a tollerare la presenza della compagna Leinas vedendola solamente come una collega. Presente alla battaglia sulla Piana di Katze, Nimble rimane spaventato dal potere di Ainz che stermina l'esercito del Regno di Re-Estize, in particolare quando egli si rivela come un non-morto, e temendo che un giorno avrebbe potuto fare la stessa cosa all'Impero. Dopo la fine della guerra tra il Regno dello Stregone e il Regno di Re-Estize, viene inviato come rappresentante dell'imperatore a una cerimonia di benvenuto per Neia Baraja.
Nazami Enec (ナザミ・エネック?, Nazami Enekku)
Un membro dei Quattro cavalieri imperiali conosciuto come l'"Inespugnabile", noto per essere piuttosto stoico e composto, e che parla solo quando interpellato. Muore insieme a diverse guardie imperiali quando Mare dà una dimostrazione del potere di Nazarick.
Go Gin (ゴ・ギン?)
Doppiato da: Yasuhiro Mamiya (ed. giapponese), Renzo Ferrini (ed. italiana)
Un troll da guerra e campione dell'Arena imperiale, nonché Re Marziale di ottava generazione dell'Impero. Rispetto ai tipici troll, Go Gin è in realtà abbastanza intelligente e razionale, avendo assimilato per anni la cultura umana e riuscendo ad avere conversazioni normali e fluenti; ancor prima dei suoi giorni nell'arena, inoltre, finché l'avversario era disposto ad abbassare l'arma non lo uccideva. Sebbene sia riconosciuto come il più forte Re Marziale della storia non era soddisfatto del suo addestramento, credendo che il suo potere e successo come guerriero fossero dovuti solo alle proprie capacità razziali, desiderando avere un degno nemico e sforzandosi di spingersi oltre i propri limiti. Il suo desiderio si realizza quando sceglie di combattere in un duello contro Ainz, provando paura ed estasi al tempo stesso. Poco prima dell'inizio del combattimento, i due fanno un accordo: se Go Gin avrebbe vinto si sarebbe mangiato Ainz, al contrario sarebbe diventato un suo subordinato. Durante lo scontro riesce a procurare diversi danni al Re Stregone, il quale aveva disabilitato le sue abilità e la magia, ma viene ugualmente sconfitto. Ammirandone la determinazione, Ainz lo riporta in vita.

### Regno Nanico
Il Regno Nanico (ドワーフの王国?, Dowāfu no Ōkoku) è una nazione di Nani che risiede all'interno dei monti Azerlisia (アゼルリア山脈 Azerurishia Sanmyaku) situati a nord di Nazarick. Essendo una nazione composta principalmente da minatori vivono in una comunità mobile, partendo alla ricerca di nuove miniere una volta esaurite le vecchie e tutto ciò che è estratto appartiene allo Stato. È guidato dal consiglio della reggenza (摂政会 Sesshō-kai), composto dai leader di ciascuno dei dipartimenti che compongono la nazione. Il Regno Nanico stava affrontando un'invasione dei Quagoa e dei Draghi di ghiaccio quando Ainz arriva nella nazione per negoziare i rapporti commerciali, il quale, approfittando della situazione, mette fine alla minaccia quagoa e riconquista la vecchia capitale occupata dai Draghi di ghiaccio in cambio di tutti gli artigiani runici a cui era interessato. Molti nel Regno Nanico non si fidano di Ainz e collaborano solo per paura, ma ci sono anche alcuni che lo rispettano e ammirano veramente.
Gondo Barbafulva (ゴンド·ファイアビド?, Gondo Faiabiado)
Doppiato da: Mitsuaki Kanuka (ed. giapponese), Antonello Governale (ed. italiana)
Un minatore, artigiano ed esploratore, il cui aspetto è piuttosto tipico: basso, con una lunga barba, una tuta ruvida e un elmetto di metallo. È un po' antisociale, come si vede nella sua mancanza di entusiasmo, quando si tratta di rilassarsi con gli amici, ma non è introverso. Ha un senso di colpa a causa della sua incapacità di usare o creare le rune, qualcosa che avevano suo padre e suo nonno, continuando, tuttavia, a persistere nonostante le sue basse abilità sperando un giorno di riportare l'arte agli antichi fasti. Lui e tutti gli altri artigiani runici del Regno Nanico vengono donati al Regno dello Stregone come previsto dal trattato tra le nazioni, risiedendo attualmente nel Villaggio di Carne dove lavorano in segreto.

### Draghi di ghiaccio
I Draghi di ghiaccio sono una sottospecie di draghi che abitano i monti Azerlisia. Un tempo una specie solitaria, in seguito il loro signore, Olasird'arc Haylilyal, sognò di creare un impero costituito solamente dalla sua famiglia e prendendo la capitale dei nani, Feoh Berkana, come sede del loro potere e terreno di nidificazione; hanno anche forgiato un'alleanza con i Quagoa in cambio di tributi in oro e gemme. Ainz si confronta con loro per reclamare l'ex capitale dei nani come parte di un accordo commerciale, i quali gli giurano fedeltà per paura dopo aver ucciso il loro patriarca.
Hejinmal (ヘジンマール?, Hejinmāru)
Doppiato da: Yūya Hirose (ed. giapponese), Dario Sansalone (ed. italiana)
Un drago di ghiaccio e figlio di Olasird'arc. A differenza della maggior parte dei draghi, che sono brutali e violenti, ha un atteggiamento più erudito, interessato più a leggere libri piuttosto che allenarsi ma finendo per diventare grasso, oltre a essere timido al punto da risultare codardo; inoltre, a causa della sua lettura costante ha una vista debole, inducendolo a indossare un paio di occhiali. Viene costretto dal padre a uscire dalla sua stanza per intercedere con i nani che sembrano diretti alla loro dimora, oltre che a fargli fare esperienza. Quando, però, incontra Ainz si rende conto che non c'è modo di batterlo e si arrende giurandogli fedeltà, venendo poi donato ad Aura come animale domestico. Dopo che Ainz uccide suo padre, riesce a convincerlo a risparmiarne le consorti quando si presentano tutte come sue madri.
Olasird'arc Haylilyal (オラサーダルク＝ヘイリリアル?)
Doppiato da: Kenji Nomura (ed. giapponese), Giorgio Perno (ed. Italiana)
Il patriarca dei Draghi di ghiaccio conosciuto come Frost Dragon Lord. Possiede un altissimo grado di orgoglio, vedendo i draghi come esseri al di sopra di ogni cosa al punto da credere che gli altri non siano altro che esseri inferiori destinati a essere da loro dominati. Olasird'arc è anche molto avido di tesori, tanto da considerare di sostituire i quagoa con i nani in modo che aprano la stanza del tesoro del palazzo di Feoh Berkana, oltre al fatto che erano più utili dei semiumani. Quando Ainz, scortato da suo figlio Hejinmal, gli chiede di sottomettersi a lui inizialmente non lo prende sul serio, pensando sia un semplice scheletro e ordinandogli di consegnargli i suoi abiti di valore se desidera essere perdonato. Ciò fa perdere subito interesse ad Ainz nei suoi riguardi, che lo uccide immediatamente sotto lo sguardo delle sue tre consorti per, poi, ordinare a Yuri α di recuperarne il corpo e di congelarlo al quinto piano di Nazarick, in modo da conservarlo per un uso successivo.
Kilistran Denshusha (キーリストラン＝デンシュシュア?, Kīrisutoran Denshushua)
Doppiata da: Kaori Nakamura (ed. giapponese), Valentina Pollani (ed. italiana)
Una delle consorti di Olasird'arc, nonché madre naturale di Hejinmal e l'unica tra i Draghi di ghiaccio a saper praticare la magia di 1º livello basata sulla fede. Possiede una mentalità più saggia come suo figlio, ma Olasird'arc fa notare che anche lei ha una personalità contorta. È l'unica delle tre a capire subito che Ainz non sia un semplice non-morto, cercando in un primo momento di andarsene furtivamente.
Mianatalon Fuviness (ミアナタロン＝フヴィネス?)
Doppiata da: Hisako Tōjō (ed. giapponese), Elisabetta Spinelli (ed. italiana)
La più giovane delle tre consorti di Olasird'arc, verso cui sembra mostrare deferenza, e caratterizzata da un singolo corno sul muso.
Munuinia Ilyslym (ムンウィニア＝イリススリム?)
Doppiata da: Hiroko Kiso (ed. giapponese), Caterina Rochira (ed. italiana)
L'ultima delle tre consorti di Olasird'arc, diventatala a seguito di diverse battaglie per il territorio che hanno portato alla distruzione della città di Feoh Teiwaz. Proprio come il compagno, crede che i draghi abbiano bisogno della forza sopra ogni altra cosa, entrando in contrasto con Kilistran mentre sembra trovarsi in sintonia con Mianatalon; tuttavia, non le piace ricevere ordini, nemmeno da Olasird'arc, come mostrato quando ha minacciato di causare danni irreparabili al palazzo reale dei nani. Rispetto alle altre consorti, oltre a Olasird'arc viene costretta ad assistere alla morte di un suo figlio, Torangealit, per mano di Ainz quando questi si rifiuta di sottostare al suo volere.

### Quagoa
I Quagoa (クアゴア?, Kuagoa) sono una razza di semiumani simili a talpe che abitano i monti Azerlisia, caratterizzati dal rendere il proprio pelo resistente mangiando i metalli, soprattutto quelli più rari. Erano soliti dichiararsi guerra l'uno contro l'altro finché un solo quagoa unì le diverse tribù e iniziò una guerra contro il Regno Nanico. Sono anche alleati con i Draghi di ghiaccio; tuttavia, i Quagoa sono chiaramente inferiori a loro, facendo si che vengano trattati come semplici servi e aspettando un'opportunità per rovesciare i loro padroni. I quagoa stavano guadagnando terreno contro i nani, ma sfortunatamente Ainz interferisce nel conflitto come parte di un accordo commerciale, facendo massacrare i quagoa da Aura e Shalltear, e portando i sopravvissuti a giurargli fedeltà.
Pe Riyuro (ペ・リユロ?)
Doppiato da: Masaya Matsukaze (ed. giapponese), Pino Pirovano (ed. italiana)
Il re dei Quagoa che ha unito tutte le otto tribù sotto il suo comando. Aveva grandi ambizioni per il suo popolo, desiderando che diventassero i soli dominatori dei monti Azerlisia, iniziando una guerra contro i Nani e forgiando un'alleanza con i Draghi di ghiaccio, i quali, tuttavia, li resero poco più che schiavi, facendo sì che il loro re cospirasse contro di loro. Quando Aura e Shalltear compaiono davanti a lui e gli intimano di arrendersi o di venire sottomessi con la forza tramite una selezione, Pe Riyuro non ha problemi a prostrarsi temporaneamente a un altro signore per prendere tempo e guadagnare ulteriore forza, ma essendo riluttante decide di verificare se siano forti quanto i Draghi di ghiaccio. Ben presto, però, osserva come la coppia massacra facilmente i suoi compagni, costringendolo a sacrificare diversi dei suoi migliori esponenti e ordinare alle sue truppe di selezionare i sopravvissuti. Con il suo spirito spezzato, Pe Riyuro giura servitù ad Ainz in modo da garantire la sopravvivenza della sua razza. Invitato ad Arwintar si lega molto all'imperatore Jircniv, in quanto condividono il fatto di essersi sottomessi ad Ainz, diventando veri amici.

### Colline di Aberion
Le Colline di Aberion (ア ベ リ オ 丘陵 丘陵?, Aberion Kyūryō) sono una vasta area selvaggia abitata da tutti i tipi di tribù semiumane che cercano costantemente di invadere il vicino Santo Regno di Roble. La regione viene conquista da Jaldabaoth (Demiourgos sotto mentite spoglie), che forma l'Alleanza Semiumana e ordina ai suoi abitanti di attaccare il regno, ma successivamente Ainz la rivendica rendendola ufficialmente parte di Nazarick. Ignaro a tutti, tuttavia, questo era il piano di Demiourgos fin dall'inizio.
Beebeezee (ピービーゼー?, Bībīzē)
Il principe degli Zern, una razza eteromorfa insettoide dal corpo viscido, con le femmine dotate di pelle blu, occhi e braccia mentre i maschi (più rari) sono più piccoli, hanno la pelle viola e non possiedono i precedenti tratti. Essendo stato viziato per tutta la vita è molto orgoglioso del suo corpo al punto da mostrare tendenze narcisistiche, ma possiede anche un lato più altruistico e premuroso. Viene preso insieme al padre come ostaggio politico dall'Alleanza Semiumana in modo da costringere gli Zern a combattere per loro, venendo confinato nella torre più alta della città di Kalinsha. Viene salvato da Neia Baraja e CZ2128 δ per ordine dell'Esercito di Liberazione del Santo Regno, con cui gli Zern avevano stretto un accordo. Inizialmente titubante ad andarsene, poiché teme la distruzione del proprio popolo per mano di Jaldabaoth, acconsente dopo aver saputo che il Re Zern era stato ucciso - e per sicurezza che sembrasse un rapimento -, aiutando Neia, CZ e i suoi sudditi a sconfiggere il demone che possiede sia la testa di Kelart Custodio che quella della Grande madre, la regina dei Pandex di cui Beebeezee si era innamorato. Dopo aver riconquistato la città insieme all'Esercito di Liberazione, lui e i sopravvissuti trovano rifugio nel Regno dello Stregone, decidendo, comunque, di tornare per aiutare nella battaglia finale contro l'Alleanza Semiumana.
Rokesh (ロケシュ?, Rokeshu)
Il sovrano dei Naga Raja, una razza di semiumani simili a serpenti con delle braccia. Si dice che le sue squame rivaleggino con quelle dei draghi data la sua elevata resistenza alla magia e, inoltre, il loro luccichio crea un bizzarro tripudio di colori che gli è valso il soprannome "Squame arcobaleno". Individuo serio e paziente, non mostra mai arroganza come i suoi colleghi e usa la propria autorità solo per far rispettare l'ordine tra di loro. Quando l'Esercito di Liberazione del Santo Regno riprende la città di Loyts, Rokesh guida le forze assedianti contro la città, trattenendole, però, per tre giorni come parte del suo piano per diffondere la paura tra i difensori e indebolirne la determinazione. In un incontro con gli altri leader dell'Alleanza Semiumana dà loro i propri compiti facenti parte del piano di Jaldabaoth, mentre lui, essendo il comandante dell'esercito, si sarebbe tenuto lontano dalla prima linea per coordinarli.
Buser (バザー?, Bazā)
Il sovrano dei Bafolk, una razza di uomini bestia simili a capre, noto per la sua arte marziale in grado di distruggere le armi dei suoi avversari con cui ha sconfitto molti guerrieri famosi del Santo Regno. Nato in una tribù che occupava una terra costantemente contesa da altri semiumani, Buser accumulò una grande quantità di conoscenze ed esperienza, riuscendo a unire a sé molte tribù; commerciò anche con i Nani oscuri per oggetti ed equipaggiamenti magici. Dopo che l'Alleanza Semiumana viene posta nella parte settentrionale del regno, lui e il suo popolo vengono incaricati di sorvegliare la città di Loyts, venendo attaccati dall'Esercito di Liberazione del Santo Regno e scontrandosi con Ainz. Comprendendo di non essere alla sua altezza Buser gli offre la propria lealtà, ma Ainz sceglie di ucciderlo poiché Pestonya e Nigredo non avrebbero mai accettato qualcuno che indossa teschi di bambini come trofei.
Vijar Rajandala (ヴィジャー・ラージャンダラー?, Vu~ijā Rājandarā)
Il sovrano degli Zoastia, una razza di uomini bestia dalle fattezze centauriche, e attuale detentore del titolo Artiglio del demone, precedentemente appartenuto a suo padre. Nonostante la sua natura bestiale e l'essersi unito a Jaldabaoth, il suo obiettivo è quello di costruirsi una reputazione nelle imminenti battaglie contro il Santo Regno di Roble per sentirsi degno del proprio titolo; in un'occasione chiese addirittura di risparmiare chiunque potesse compiacerlo. Quando l'Esercito di Liberazione del Santo Regno riprende la città di Loyts, Vijar viene incaricato di attaccare la porta occidentale insieme a Nasrene Belt Cure e Halisha Ankara. Combatte contro Remedios Custodio finché non viene ucciso da Ainz quando arriva in prima linea.
Nasrene Belt Cure (ナスレネ・ベルト・キュール?, Nasurene Beruto Kyūru)
La sovrana dei Magelos, una razza di semiumani estremamente longeva e con quattro braccia. Rispetto agli altri leader semiumani si dimostra più calma e controllata, pur con una certa arroganza, e non tollera nessuno che scherza sulla sua età e sul suo aspetto che maschera con dei cosmetici. È una maga formidabile, capace di lanciare almeno tre incantesimi contemporaneamente da ciascuno dei suoi arti e persino inventarne di propri. Quando l'Esercito di Liberazione del Santo Regno riprende la città di Loyts, Nasrene viene incaricata di attaccare la porta occidentale insieme a Vijar Rajandala e Halisha Ankara, e una volta scoperta l'identità di Remedios Custodio cerca di sottrarle la spada sacra Safarlisia per donarla a Jaldabaoth come prova della sua lealtà e dignità così da poter generare una prole con lui. Con l'arrivo di Ainz è l'unica che riesce a sopravvivere al suo incantesimo di morte istantanea grazie al Bracciale della Guardia della morte, portandola a provare terrore per il Re Stregone ed erigendo invano una barriera prima di essere finita.
Halisha Ankara (ハリシャ・アンカーラ?, Harisha Ankāra)
Il sovrano dei Mangiapietra, una razza di semiumani simili a scimmie dotati della capacità di sputare pietre a grande distanza e con i membri d'élite che possono potenziarsi in base alle proprietà dei minerali, attivandone tre in contemporanea; tuttavia, Halisha può accumularne molte di più e possiede abilità da monaco. È caratterizzato da un comportamento malizioso sia verso gli alleati che ai nemici. Quando l'Esercito di Liberazione del Santo Regno riprende la città di Loyts, Halisha viene incaricato di attaccare la porta occidentale insieme a Nasrene Belt Cure e Vijar Rajandala, venendo ucciso da Ainz quando arriva in prima linea.
Hectowaizes Ah Ragara (ヘクトワイゼス・ア・ラーガラー?, Hekutowaizesu A Rāgarā)
Il sovrano degli Orthrous, una razza di semiumani simili a centauri ma con la parte inferiore di creature carnivore - cosa che li accomuna molto agli Zoastia; indossa, inoltre, un'armatura finemente decorata. A differenza degli altri leader semiumani Hectowaizes non è particolarmente potente di per sé, tuttavia è un generale esperto in grado di sopraffare eserciti dieci volte più grandi del suo: Vijar ritiene che se dovesse combatterlo insieme ai suoi uomini verrebbe facilmente sopraffatto nonostante la sua immensa forza.

## Regno di Re-Estize
Il Regno di Re-Estize (リ·エスティ王国 王国 王国?, Ri Esutīze Ōkoku) è una nazione umana situata a nord-ovest di Nazarick. In tutta la sua storia è stato tormentato da nobili corrotti e inetti che vedono i cittadini comuni come semplici pedine nelle loro commedie di potere. Negli ultimi anni hanno persino tentato di usurpare l'autorità del re e assumere il controllo del Regno. A peggiorare le cose, l'Impero di Baharuth annualmente dichiara guerra al Regno e le organizzazioni criminali stanno minando la nazione dall'interno, causando un ulteriore declino del paese. La nazione alla fine cade in seguito a due guerre disastrose con Nazarick e i suoi territori vengono assorbiti.
Gazef Stronoff (ガゼフ・ストロノーフ?, Gazefu Sutoronōfu)
Doppiato da: Hiroshi Shirokuma (ed. giapponese), Claudio Moneta (ed. italiana)
Il capo guerriero del regno. È la guardia del corpo personale del re ed è considerato il più forte guerriero del Regno di Re-Estize. Poiché solo i nobili possono diventare "Cavalieri" nel Regno, Gazef comanda invece le sue "truppe guerriere". È odiato dai nobili, che spesso cercano di usare il fatto che è nato come cittadino comune per limitare le sue azioni. Dopo aver incontrato Ainz ha iniziato ad ammirarlo molto, oltre che a realizzare i propri limiti. Sfortunatamente, lui e Ainz alla fine diventano nemici quando il Regno di Re-Estize e Nazarick entrano in guerra l'uno con l'altro. Sfida Ainz a un duello uno contro uno dove quest'ultimo lo uccide con riluttanza. Prima di morire rifiuta di essere resuscitato, portando Ainz a usare un incantesimo che ne impedisca la resurrezione come segno di rispetto.
Brain Unglaus (ブレイン·アングラス?, Burein Angurausu)
Doppiato da: Kōji Yusa (ed. giapponese), Gianluca Iacono (ed. italiana)
Un guerriero diventato mercenario che si considera il rivale di Gazef Stronoff. Quando Shalltear fa irruzione nel suo nascondiglio massacrando i suoi uomini, si ritrova terrorizzato e umiliato quando la vampira blocca la sua tecnica più forte con il mignolo, riuscendo a malapena a fuggire. Dopo ciò la sua volontà è andata in frantumi, affermando come il picco del più forte non possa essere scalato da esseri deboli come gli umani. Riacquista la sua volontà quando vede Climb riuscire a sopportare l'intenso intento omicida di Sebas, capendo che gli umani possono ancora cambiare e diventare più forti. Durante l'attacco di Demiourgos a Re-Estize rincontra Shalltear e riesce a tagliarle l'unghia del mignolo, il che rafforza la sua convinzione che possa ancora provare ad infliggerle danno. Presente insieme a Climb e Gazef nella battaglia della Piana di Katze, assiste alla morte di quest'ultimo per mano di Ainz, disperandosi per non essere riuscito a superare il suo rivale ma giurando alla fine che lo avrebbe fatto a modo suo. Decide di cercare qualcuno che possa sostituire Gazef, in modo da addestrarlo per renderlo il prossimo capo guerriero, oltre che a diventare il maestro di spada di dieci bambini orfani che possiedono del potenziale. Quando la capitale viene assediata dalle forze di Nazarick decide di guadagnare tempo per l'evacuazione della principessa Renner, finendo per scontrarsi con Cocytus nelle strade della città in rovina e venendo sconfitto. La determinazione e lo spirito guerriero di Brain, comunque, gli fanno guadagnare il rispetto di Cocytus, il quale rivendica la sua katana come trofeo e ne fa preservare il corpo dalle Donne delle nevi.
Climb (クライム?, Climu)
Doppiato da: Ryota Ohsaka (ed. giapponese), Ezio Vivolo (ed. italiana)
La guardia del corpo personale della Principessa Renner, la quale lo salvò quando era solo un ragazzino di strada sul punto di morire di malattia. Come tale, egli vede i suoi servizi a lei come un adempimento di quel debito che le deve ed è anche disposto a rinunciare alla sua vita per lei. Tuttavia, rimane ignaro della vera natura di Renner. Non ha talento nel combattere, recuperandolo con la pura forza di volontà. Alla fine incontra Sebas e, dopo averlo convinto a insegnargli alcune delle sue abilità, diventano amici, anche se non si rende conto della sua lealtà verso Ainz. Ha anche una stretta amicizia con Gazef e Brain e diversi membri della Rosa Blu. Assiste di persona al potere di Ainz nella battaglia della Piana di Katze, oltre che testimone del duello tra il Re Stregone e Gazef, cosa che lo lascia estremamente sconvolto ma ripromettendosi che, qualunque cosa accadrà al mondo, il suo unico dovere è proteggere la principessa Renner. Quando la capitale viene assediata dalle forze di Nazarick, Climb viene ucciso da Ainz nella sala del trono del castello, dopo aver pensato che, tramite Demiourgos, Renner aveva ucciso suo padre Ramposa, per poi venire resuscitato su richiesta della principessa in modo che, seppur legati a Nazarick, possano trascorrere per sempre insieme il resto della loro vita.
Ramposa III (ランポッサIII?, Ranpossa III)
Doppiato da: Katsumi Chou (ed. giapponese), Gianni Gaude (ed. italiana)
L'attuale re del Regno Re-Estize. È un uomo anziano che si prende cura della sua gente e lotta per mantenere unita la sua nazione tra le lotte politiche e le invasioni dell'Impero di Baharuth. Sembra anche lottare per bilanciare i suoi doveri come re e padre. Con lo scoppio della guerra tra Re-Estize e il Regno dello Stregone, viene rovesciato da suo figlio Zanac in quanto non è disposto ad ammettere che la diplomazia sia ormai inutile, per poi venire assassinato da sua figlia Renner.
Renner Theiere Chardelon Ryle Vaiself (ラナー·ティエシ·シャルラ·ラ·ヴ·ヴァセR?, Ranā Tiēru Sharudorun Rairu Vuaiserufu)
Doppiata da: Kiyono Yasuno (ed. giapponese), Erica Laiolo (ed. italiana)
La terza principessa del regno. È conosciuta pubblicamente come la Principessa Aurea per la sua grande bellezza, benevolenza e gentilezza, oltre ad essere una riformatrice che ha apportato cambiamenti positivi al Regno. Tuttavia, in realtà ha una personalità psicopatica e non si preoccupa dei sentimenti degli altri, con l'unica eccezione di Climb verso cui è innamorata, vedendolo come il suo "cucciolo", e mantenendo questa facciata per mantenere la sua buona reputazione. Il suo amore per Climb è emerso dal fatto che le sue capacità mentali erano troppo sviluppate, impedendo a chiunque di capirla veramente, finché lei non lo salvò. Inizialmente ha semplicemente influenzato gli eventi dietro le quinte per aumentare la reputazione di Climb, ma in seguito progetta di tradire il Regno a favore di Nazarick in cambio di essere riconosciuta come una custode. Nonostante la sua natura umana ha una relazione amichevole con Albedo, la quale la descrive come un eteromorfo nello spirito per la sua mancanza di morale. Dopo la battaglia della Piana di Katze costruisce un orfanotrofio per permettere ai bambini che hanno perso la famiglia di ricevere un'istruzione adeguata e non diventino dei criminali, oltre a dare un lavoro alle vedove, ma soprattutto trovare e reclutare potenziali individui dotati che possano aiutare a rimettere in sesto il regno. Verso la fine della guerra tra Re-Estize e il Regno dello Stregone, uccide suo padre consegnando il regno ad Ainz, utilizzando il Seme della Perdizione ricevuto per i suoi servigi cambiando come razza in un'imp; in seguito inganna Climb facendogli credere di averlo fatto con la possibilità che Ainz lo potesse riportare in vita, così che anche lui riceva lo stesso trattamento in modo da poter trascorrere l'eternità insieme.
Zanac Valleon Igana Ryle Vaiself (ザナック・ヴァルレオン・イガナ・ライル・ヴァイセルフ?, Zanakku Varureon Igana Rairu Vaiserufu)
Doppiato da: Kouji Fujiyoshi (ed. giapponese), Andrea Rotolo (ed. italiana)
Il secondo principe del Regno di Re-Estize. Nonostante sia il secondo figlio desidera il trono per sé stesso, scatenando una rivalità con il fratello maggiore Barbro. Mentre è noto per essere incompetente, è consapevole dei suoi limiti e si circonda di potenti alleati come il marchese Raeven. Diventa il nuovo principe ereditario dopo che Barbro viene ucciso durante il primo conflitto con Nazarick e in seguito assume il ruolo di re reggente durante il secondo, dopo aver rovesciato suo padre ritenendolo inadeguato a gestire la situazione. Durante un confronto verbale con Ainz diventa consapevole dell'ormai imminente destino della sua nazione, ma finisce per essere ucciso da dei nobili traditori che offrono la sua testa al Re Stregone come offerta di pace. La cosa fa arrabbiare molto Ainz, avendo capito che Zanac era l'unico nobile rimasto che si preoccupava veramente del regno e del suo popolo, nutrendogli il massimo rispetto, perciò "ricompensa" i nobili traditori facendoli torturare insieme alle famiglie da Neuronist Painkill il più lentamente e dolorosamente possibile fino alla loro morte.
Elias Brandt Dale Raeven (エリアス・ブラント・デイル・レエブン?, Eriasu Buranto Deiru Reebun)
Doppiato da: Takuya Kirimoto (ed. giapponese), Andrea Beltramo (ed. italiana)
Un nobile di alto rango con il titolo di marchese del Regno di Re-Estize. Mentre la sua immagine pubblica è quella di un opportunista che usa le lotte politiche del Regno per far avanzare la propria agenda, è in realtà un patriota che usa la sua influenza per impedire che la situazione degeneri in una guerra civile. Si ritira dalla politica dopo essere rimasto traumatizzato dagli eventi della guerra del Regno con Nazarick. Successivamente viene ricattato per assistere il Regno dello Stregone nella loro guerra contro il Regno di Re-Estize.
Barbro Andrean Ield Ryle Vaiself (バルブロ・アンドレアン・イエルド・ライル・ヴァイセルフ?, Baruburo Andorean Ierudo Rairu Vaiserufu)
Doppiato da: Taiten Kusunoki (ed. giapponese), Diego Baldoin (ed. italiana)
Il principe ereditario del Regno di Re-Estize. Egocentrico e irascibile, si contende il trono con il fratello minore Zanac. Desideroso di mettersi alla prova nella guerra del Regno contro Nazarick, cerca di far parte della battaglia, venendo invece inviato al Villaggio di Carne per raccogliere informazioni. A peggiorare le cose, i colloqui con gli abitanti del villaggio divennero violenti dopo che perse la pazienza e li ha minacciati, con la conseguenza che è stato scacciato dall'armata di goblin evocata da Enri con il suo secondo flauto. Successivamente viene catturato e torturato a morte da Lupusregina.
Philip Dayton L'Eyre Montserrat (フィリップ・デイドン・リイル・モチヤラス?, Firippu Deidon Riiru Mochiyarasu)
Doppiato da: Yoshitsugu Matsuoka (ed. giapponese), Andrea Oldani (ed. giapponese)
Terzo figlio di una famiglia nobile di basso ceto nel Regno di Re-Estize, Philip crebbe ricevendo aspettative minime da suo padre e non ricevendo un'istruzione adeguata come capofamiglia, instillando il lui il desiderio di essere notato e sentirsi importante ma portandolo ad avere una mentalità ingenua e infantile, illudendosi di essere il più adatto al ruolo di capofamiglia. Il suo secondo fratello maggiore morì di malattia mentre il primo, prossimo in linea a diventare capofamiglia, viene ucciso nella battaglia della Piana di Katze. Diventa, quindi, il nuovo erede dei Montserrat, ma nonostante abbia ottenuto ciò che ha sempre desiderato non era ancora soddisfatto e voleva scalare ulteriormente la propria posizione. Alla festa reale che avrebbe accolto Albedo in qualità di ambasciatore del Regno dello Stregone, Philip rimane ammaliato dalla sua bellezza, tanto da presentarsi per cercare di stringere con loro un'alleanza; ciò, però, lo rende solamente una pedina per Albedo e Hilma Cygnaeus in modo da destabilizzare il regno. La sua posizione, infatti, non sale e nessuno sembra dare ascolto alle sue idee "rivoluzionarie". Quando viene a sapere che il Regno dello Stregone permette che i propri raccolti vengano rivenduti a basso prezzo nel Regno, ciò lo fa infuriare in quanto avrebbe danneggiato le finanze del suo territorio, decidendo di vendicarsi rubando le scorte di cibo delle carovane del Regno dello Stregone indirizzate al Santo Regno come aiuto sanitario, portando a una catena di eventi che culminano nella guerra tra Re-Estize e il Regno dello Stregone. Confinatosi nella villa del suo feudo, Philip si rifiuta di ammettere di essere stato la causa della guerra per, poi, venire raggiunto da Albedo la quale non solo gli rivela il suo disprezzo ma che ormai non gli è rimasto più niente in quanto ha ucciso i suoi alleati, la sua famiglia, i servitori e gli abitanti del villaggio, decidendo infine di usarlo per testare tecniche di tortura per la raccolta informazioni.

## Avventurieri
Avventurieri è il nome dato ai membri della gilda degli avventurieri (冒険者ギルド?, Bōkensha Girudo). Il loro lavoro riguarda principalmente la caccia ai mostri e la scorta di persone, il che li rende essenzialmente dei mercenari glorificati. Mentre tendono a operare da un paese specifico, non sono legati a nessuna nazione.

### Spade Corvine
Le Spade Corvine (漆黒の剣?, Shikkoku No Ken) era un gruppo di avventurieri di grado argento di E-Rantel. Il nome del gruppo si basava sul sogno di collezionare le quattro Spade Corvine, armi eroiche utilizzate dal Cavaliere Nero dei leggendari Tredici Eroi. I membri erano estremamente vicini, avendo affrontato insieme molte situazioni, e portavano un pugnale nero che fungeva da loro simbolo. Sfortunatamente, la squadra fu sciolta quando tutti i suoi membri furono uccisi da Clementine e Khajiit.
Peter Mauk (ペテル·モーク?, Peteru Mōku)
Doppiato da: Kazuyuki Okitsu (ed. giapponese), Andrea Colombo Giardinelli (ed. italiana)
Leader e guerriero del gruppo. Successivamente viene ucciso e trasformato in uno zombi da Khajiit insieme a Lukerutt e Dyne.
Lukerutt Volve (ルクルット·ボルブ?, Rukurutto Borubu)
Doppiato da: Natsuki Hanae (ed. giapponese), Marco Briglione (ed. italiana)
Ranger del gruppo. Quando incontra Narbe per la prima volta si innamora immediatamente di lei, con suo grande disgusto. Successivamente viene ucciso e trasformato in uno zombi da Khajiit insieme a Peter e Dyne.
Niña Veyron (ニニャ?, Ninya Beiron)
Doppiata da: Mutsumi Tamura (ed. giapponese), Annalisa Longo (ed. italiana)
Incantatrice e stratega del gruppo. Il suo sogno è quello di ottenere una delle Spade Corvine, ma ha dato la priorità al recupero della sorella maggiore, che era stata presa da un nobile. Viene brutalmente torturata a morte da Clementine. Si fingeva un maschio per mantenere il rispetto tra i suoi compagni, un fatto che Ainz e Narbe scoprono quando trovano il suo corpo. La sorella viene successivamente salvata da Sebas e portata a Nazarick da Ainz, come ripagamento per la conoscenza che ha ottenuto sul nuovo mondo dal suo diario.
Dyne Woodwonder (ダイン·ウッドワンー?, Dain Uddowandā)
Doppiato da: Ryouta Takeuchi (ed. giapponese), Matteo Brusamonti (ed. italiana)
Druido del gruppo. Successivamente viene ucciso e trasformato in uno zombi da Khajiit insieme a Peter e Lukerutt.

### Rosa Blu
La Rosa Blu (蒼の薔薇?, Aoi no Bara) è uno degli unici tre gruppi di avventurieri di adamantio nel Regno di Re-Estize, insieme a Oscurità e Goccia Rossa. È un gruppo tutto al femminile, composto da cinque membri. Appaiono molto vicini l'un l'altro, anche se, alcuni di loro occasionalmente finiscono per litigare per cose banali. Furono considerati gli avventurieri più forti di Re-Estize, fino all'arrivo di Oscurità. La Rosa Blu è uno dei pochi gruppi di avventurieri disposti a intraprendere lavori che coinvolgono la politica.
Lakyus Alvein Dale Aindra (ラキュス·アルベン·デイル·アイイR?, Rakyūsu Arubein Deiru Aindora)
Doppiata da: Ami Koshimizu (ed. giapponese), Emanuela Pacotto (ed. italiana)
Il leader della Rosa Blu. È una giovane donna con i capelli biondi, e la sua bellezza è descritta come seconda solo alla principessa Renner. Usa la magia basata sulla fede e la sua arma è la spada maledetta Kilineiram, una delle quattro Spade Corvine che erano detenute dal Cavaliere Nero dei Tredici Eroi. La spada è estremamente potente e Lakyus riesce a malapena a controllarla grazie al suo immenso potere magico, affermando che la stia ancora consumando e arriverà il momento in cui dovrà essere uccisa prima che accada; tuttavia, questo potrebbe essere solo un sintomo di chuunibyou. È in grado di usare la magia della resurrezione di quinto livello, una rarità in questo mondo. È una grande amica di Renner, che spesso la incontra e parla, consigliandosi a vicenda su vari argomenti.
Evileye (イビルアイ?, Ibiruai)
Doppiata da: Yumiri Hanamori (ed. giapponese), Virginia Astarita (ed. italiana)
Keeno Fasris Inberun (キーノ·ファスス·インベン?, Kīno Fasurisu Inberun), meglio conosciuta come Evileye, è il membro più forte della Rosa Blu ma anche il nuovo membro. È una vampira immortale, con l'aspetto di una ragazza di 12 anni che contrasta con la sua personalità. Una volta era un membro dei Tredici Eroi conosciuta come il Signore dei Vampiri Landfall, nota per aver distrutto una nazione. La sua età e l'esperienza le danno un vantaggio in battaglia, ma è anche dotata di un grande potere magico. Parla spesso con Gagaran, che la insulta chiamandola "Piccoletta". Ha un grande orgoglio per sé stessa e per le persone a cui tiene. È innamorata di Ainz come Momon, poiché l'ha salvata da Jaldabaoth (Demiourgos sotto mentite spoglie), esprimendo spesso il desiderio di diventare sua moglie e "sentirsi una donna per una volta". Osserva Momon con molto rispetto e, vedendone l'incommensurabile forza, crede che sia simile a un dio, mentre è gelosa di Narbe in quanto trascorre così tanto tempo con lui. D'altra parte disprezza Ainz per aver costretto Momon a servirlo, non sapendo che siano la stessa persona.
Gagaran (ガガーラン?, Gagāran)
Doppiata da: Kimiko Saitō (ed. giapponese), Patrizia Salmoiraghi (ed. italiana)
Membro della Rosa Blu specializzata in forza fisica, con un corpo estremamente muscoloso e ingombrante al punto che sembra a malapena una donna. Tuttavia, non le piace parlarne e sembra addirittura volerlo smentire dandosi soprannomi come "Guerriero attraente pieno di misteri". Ha una personalità un po' triviale, ma è spesso vista come il "fratello maggiore" della squadra. È amica intima di Climb, spesso aiutandolo con il suo allenamento. A parte tutto questo, è anche conosciuta come la "Raccoglitrice di vergini" per via del suo gusto nel prendere la verginità di un uomo. Viene uccisa da Jaldabaoth insieme a Tia, ma in seguito viene resuscitata da Lakyus, affermando, però, che la sua forza si è ridotta considerevolmente, e attualmente cerca di recuperarla.
Tia e Tina (ティアとティナ?, Tia a Tina)
Doppiate da: Shizuka Ishigami (ed. giapponese) e Jolanda Granato (ed. italiana) (Tia), Miyu Tomita (ed. giapponese) e Sabrina Bonfitto (ed. italiana) (Tina)
Assassine gemelle della Rosa Blu, con l'unica differenza del colore di buona parte dell'abbigliamento: rossi per Tina e blu per Tia. Hanno una terza sorella senza nome. Inizialmente furono assunte per assassinare Lakyus ma fallirono, con lei che le fece, invece, entrare nel gruppo. Tia viene uccisa da Jaldabaoth al fianco di Gagaran, ma in seguito viene resuscitata da Lakyus e insieme alla compagna cerca di recuperare la sua forza perduta.

### Canarino Argentato
Il Canarino Argentato (銀糸鳥?, Ginshi Tori) è uno dei due gruppi di avventurieri d'adamantio dell'Impero di Baharuth, noto per essere composto da membri con classi insolite e per essere riusciti a sconfiggere uno mostro chiamato Strisciatore radiante. Ogni membro porta una piuma d'argento per simboleggiare la loro amicizia e unità. Vengono ingaggiati dall'imperatore Jircniv per proteggerlo durante l'incontro con gli emissari della Teocrazia di Slane. A seguito della vassallizzazione dell'Impero il gruppo decide di spostarsi presso l'Alleanza delle Città-Stato.
Freivalds (フレイヴァルツ?, Fureivuarutsu)
Doppiato da: Shun'ichi Toki (ed. giapponese)
Il leader del gruppo in cui riveste il ruolo di bardo, dimostrandosi molto formale e romantico: è lui, infatti, ad aver deciso i soprannomi per i suoi compagni. Possiede molti oggetti magici che sembrano essere di prim'ordine ed è un incantatore di tipo benedizione, con la capacità di lanciare magie attraverso le canzoni.
Keila no Södersten (ケイラ・ノ・セーデシュテーン?, Keira no Sēdeshutēn)
Doppiato da: Chado Horii (ed. giapponese)
Membro del Canarino Argentato in cui riveste il ruolo di ladro tramite la sua classe Fixer, specializzato nell'imboscata e nell'assassinio. Sembra avere un modo di parlare un po' rustico e disinvolto, affermando di non poterne fare a meno perché nato in quel modo.
Fahn Longu (ファン・ロングー?, Fan Rongū)
Doppiato da: Kazuki Kiya (ed. giapponese)
Un semiumano simile a una scimmia dal pelo rosso in cui riveste il ruolo di guerriero del Canarino Argentato tramite la sua classe Signore delle bestie, permettendogli di incanalare gli spiriti di vari animali. È noto tra i suoi compagni per non andare tanto per il sottile e non ha riguardo per i protocolli sociali.
Unkei (ウンケイ?)
Doppiato da: Yū Maeda (ed. giapponese)
Membro del Canarino Argentato in cui riveste il ruolo di supporto tramite la sua classe Souryo, la quale, benché non esattamente specializzata nelle arti curative, possiede un potere eccezionale contro i non-morti. Il suo abbigliamento ricorda quello di un monaco buddista, così come la sua devozione verso Buddha, indicando come in passato i giocatori avevano introdotto il concetto di buddismo.
Powapon (ポワポン?)
Membro del Canarino Argentato in cui riveste il ruolo di Sciamano totemico, il quale si riflette molto sul suo aspetto. Visti i vestiti leggeri, è dotato di un oggetto magico che lo protegge dagli sbalzi di temperatura.

### Quattro Armamenti
I Quattro Armamenti (四武器?, Shi Buki) sono un gruppo di avventurieri di mithril del Regno di Re-Estize che, come dice il nome, è formato da quattro membri. Hanno come base operativa la città portuale di E-Naeul, che riescono a difendere dalle forze del Regno dello Stregone fino all'intervento della Goccia Rossa.
Scama Elbero (スカマ・エルベロ?, Sukama Erubero)
Doppiata da: Eri Kitamura (ed. giapponese), Valentina Framarin (ed. italiana)
Il leader del gruppo. Scama è una guerriera con un alto senso morale, ma agisce anche in modo ambizioso e determinato quando si tratta di promuovere il suo gruppo di avventurieri in ogni modo possibile, come cambiare il proprio aspetto per il bene della squadra. È armata con l'Ascia eterea, un tomahawk che può generare una propria copia eterea.
Lilynette Piani (リリネット・ピアニ?, Ririnetto Piani)
Doppiata da: Hisako Kanemoto (ed. giapponese), Chiara Leoncini (ed. italiana)
La sacerdotessa del gruppo devota al Dio della terra, la quale, però, irradia un'aura perversa: è una shotacon che stravede per i ragazzi di età inferiore ai dodici anni e considerando quelli di età superiore ai quindici troppo vecchi. È anche piuttosto astuta e manipolatrice poiché è riuscita a convincere il conte Naeura a donarle la spada sacra della loro famiglia in cambio di diventare la concubina del figlio più giovane. Sembra anche essere piuttosto spudorata, non nascondendo mai le sue intenzioni in pubblico e persino sbavando sull'oggetto del suo desiderio.

### Goccia Rossa
La Goccia Rossa (朱の雫?, Ake no Shizuku) è uno dei tre gruppi di avventurieri di adamantio nel Regno di Re-Estize in cui opera nelle regioni settentrionali. Prima dell'arrivo di Oscurità, la Goccia Rossa e la Rosa Blu erano considerati rivali. Durante la guerra tra Re-Estize e il Regno dello Stregone prestano supporto per difendere la capitale, ma vengono sconfitti e costretti a trasferirsi nello Stato Concilio di Argland.
Azuth Aindra (アズス・アインドラ?, Azusu Aindora)
Doppiato da: Yasuyuki Kase (ed. giapponese), Fabrizio Odetto (ed. italiana)
Un nobile del Regno di Re-Estize e anche il leader della Goccia Rossa, oltre che lo zio di Lakyus e sua figura ispiratrice nel diventare un'avventuriera. Nacque nella Casata Aindra, una famiglia nota per la produzione di abili avventurieri, ed è un discendente di un membro dei Tredici Eroi. Pur apparendo inizialmente retto e onesto Azuth è il tipo di persona a cui non piace l'etichetta, anche in presenza di persone più forti di lui, oltre a essere un eccentrico donnaiolo che non nasconde la sua mentalità edonista; ciò nonostante tiene davvero alla sua famiglia. Presumibilmente annoiato della sua vita da nobile decise di diventare un avventuriero, e durante i suoi viaggi scoprì una tuta potenziata, un potente oggetto di Yggdrasil che gli dava un potere di gran lunga superiore a quello che qualsiasi normale avventuriero potesse ottenere. Con essa Azuth formò il gruppo di avventurieri di adamantio Goccia Rossa e ricevette anche un cavalierato. Alla fine lasciò il gruppo e andò in pensione, rinunciando anche al titolo di nobile, sebbene rimanga un cavaliere onorario. Durante la guerra tra Re-Estize e il Regno dello Stregone salva il gruppo dei Quattro Armamenti e la città di E-Naeul, per poi partecipare a un incontro insieme alla Rosa Blu voluto da alcuni membri delle Scritture Nere per convincerli a migrare per nella Teocrazia di Slane. Azuth rifiuta, lanciando loro anche una stuzzicata sul fatto che un loro superiore, Rufus, sia in realtà un non-morto e rischiando quasi di scatenare uno scontro. In seguito decide di affrontare l'avanzata di Ainz, pur sapendo che sarà costretto a ritirarsi. Durante la battaglia collabora con Tsaindorcus Vaision e allontana Albedo da Ainz, venendo costretto a usare tutto il suo arsenale e finendo per essere pestato dalla sua avversaria. Alla fine lui e Tsaindorcus si teletrasportano allo Stato Concilio, promettendogli di aiutarlo contro il Re Stregone.
Luisenberg Alberion (ルイセンベルグ・アルベリオン?, Ruisenberugu Aruberion)
Un membro del gruppo Goccia Rossa in cui riveste il ruolo di guerriero, la cui forza lo paragona a Gazef Stronoff, Brain Unglaus e Gagaran. A lui e ai suoi compagni viene dato l'ordine di scortare Lakyus nello Stato Concilio di Argland per la sua sicurezza.

## Appaltatori
Gli appaltatori (ワ ー カ ー?, Wākā) lavorano in modo simile agli avventurieri, ma al di fuori delle leggi e dei regolamenti della gilda degli avventurieri. Ciò garantisce loro molta libertà ma non hanno il supporto della gilda, con gran parte del loro lavoro che tende a essere illegale. Inoltre, come gli avventurieri, non sono legati a nessuna nazione.

### Foresight
I Foresight (フ ォ ー サ ト ト?, Fōsaito) erano un gruppo di appaltatori con sede nell'Impero di Baharuth. Erano tutti persone bonarie e amici intimi. Forti e saggi, erano alla pari con avventurieri di alto livello. Erano uno dei quattro gruppi di appaltatori assoldati per attaccare Nazarick. Sfortunatamente, l'intero gruppo è stato ucciso da Ainz dopo che vi si sono imbattuti.
Hekkeran Termite (ヘッケラン・ターマイト?, Hekkeran Tāmaito)
Doppiato da: Kaito Ishikawa (ed. giapponese), Jacopo Calatroni (ed. italiana)
Il leader del gruppo. Fu espulso dalla gilda degli avventurieri dopo aver avuto una rissa con un Maestro di gilda. Combatte con diverse armi tra cui un pugnale, una mazza e una lama nascosta, ma la sua arma principale sono due spade. Ha una relazione intima con la sua compagna Imina. Quando lui e i suoi compagni incontrano Ainz mentre razziavano Nazarick, tenta di ingannarlo affermando che erano stati mandati dai suoi "amici", finendo per irritarlo molto e costringerlo a ucciderlo brutalmente insieme ai suoi compagni.
Roberdyck Goltron (ロバーデイク・ゴルトロン?, Robādeiku Gorutoron)
Doppiato da: Daisuke Hirakawa (ed. giapponese), Mattia Bressan (ed. italiana)
Il sacerdote del gruppo. È un uomo gentile, che dona la maggior parte dei suoi guadagni ai bisognosi. Divenne un appaltatore a causa dei regolamenti all'interno della gilda degli avventurieri e del Tempio che gli impedivano di guarire coloro che non potevano pagarlo. Quando lui e i suoi compagni incontrarono Ainz mentre razziavano Nazarick, sopravvisse, ma fu fatto prigioniero su cui fare esperimenti.
Imina (イミーナ?, Imīna)
Doppiata da: Ayahi Takagaki (ed. giapponese), Loretta Di Pisa (ed. italiana)
L'arciere del gruppo. È una mezzelfo che generalmente ha un atteggiamento assurdo, ma è molto gentile con i suoi amici, ed è anche l'amante di Hekkeran. Quando lei e i suoi compagni incontrano Ainz mentre razziavano Nazarick, Hekkeran si sacrifica per salvarla da uno dei suoi incantesimi. Tuttavia, alla fine viene comunque uccisa da Ainz, rendendo invano il suo sacrificio.
Arche Eeb Rile Furt (アルシェ・イーブ・リリッツ・フルト?, Arushe Ibu Ririttsu Furuto)
Doppiata da: Kei Shindo (ed. giapponese), Debora Morese (ed. Italiana)
L'incantatrice del gruppo. Era un prodigio con un talento che le permetteva di vedere il potenziale magico di una persona. La sua famiglia fu spogliata del titolo nobiliare dall'imperatore Jircniv, ma i suoi genitori, incapaci di accettarlo, hanno costantemente preso in prestito denaro per continuare il loro stile di vita generoso accumulando un enorme debito. Inizialmente diventata un'appaltatrice per poterlo saldare, alla fine ha rinunciato e ha pianificato di scappare con le sue sorelle più piccole. Quando lei e i suoi compagni incontrano Ainz mentre razziavano Nazarick è l'unica a scappare, finendo, però, per essere uccisa da Shalltear. La sua voce viene in seguito presa da Entoma.

### Dragon Hunt
I Dragon Hunt (ドラゴンハント?, Doragonhanto) erano un gruppo di appaltatori con sede nell'Impero di Baharut. Erano uno dei quattro gruppi di appaltatori assoldati per attaccare Nazarick. Decidendo di non entrare subito nella Catacomba, sono stati tutti uccisi da un gruppo di non-morti evocati dalle Pleiadi.
Parpatra Ogrion (パルパトラ・オグリオン?, Parupatora Ogurion)
Doppiato da: Chō (ed. giapponese), Riccardo Rovatti (ed. italiana)
Il leader dei Dragon Hunt. È un appaltatore veterano dotato di una lancia fatta da un drago che lui e la sua squadra avevano ucciso. Possiede una natura molto discreta, preferendo evitare i rischi. Per questo, quando i gruppi di appaltatori si infiltrano a Nazarick, diventa sospettoso e si offre volontario insieme al suo gruppo per proteggere l'entrata. Nonostante questa precauzione, tuttavia, cadono in un'imboscata delle Pleiadi che li fanno uccidere da un gruppo di non-morti.

### Heavy Masher
Gli Heavy Masher (ヘビーマッシャー?, Hebīmasshā) erano un gruppo di appaltatori con sede nell'Impero di Baharuth. Erano uno dei quattro gruppi di appaltatori assoldati per attaccare Nazarick, ma a differenza loro gli Heavy Masher consistono in un gran numero di appaltatori, quattordici per la precisione. Solo cinque di loro erano presenti per l'esplorazione di Nazarick, con gli altri rimasti nell'Impero a causa di ferite o stanchezza.
Gringham (グリンガム?, Guringamu)
Doppiato da: Yasuhiro Mamiya (ed. giapponese), Raffaele Fallica (ed. italiana)
Il leader degli Heavy Masher. Un uomo basso che indossa un'armatura completa, il che lo porta ad assomigliare più a un nano. Parla in termini aulici per nascondere il fatto di essere un incompetente. Mentre razziano Nazarick, lui e i suoi compagni cadono preda delle trappole della tomba, finendo trasportato nella residenza di Duca Terrore e divorato dai suoi scarafaggi.

### Guerrieri Celesti
I Guerrieri Celesti (天 武?, Tenmu) era un gruppo di appaltatori con sede nell'Impero di Baharuth; gruppo solo di nome, a parte il leader tutti gli altri membri erano le sue schiave elfiche. Erano uno dei quattro gruppi di appaltatori assoldati per attaccare Nazarick. Il gruppo è stato sciolto dopo la morte del leader. In seguito, Ainz risparmia le elfe donandola ad Aura e Mare.
Erya Uzruth (エルヤー・ウズルス?, Eruyā Uzurusu)
Doppiato da: Ryōhei Kimura (ed. giapponese), Giuseppe Ippoliti (ed. italiana)
Il leader dei Guerrieri Celesti. È un guerriero sciovinista che crede nella superiorità umana, infatti possiede delle schiave elfiche, usandole per potenziare le sue abilità, oltre a fungere da scudo vivente e harem personale. Mentre razzia Nazarick, viene ucciso da Hamsuke quando lo usa come manichino di addestramento per le sue nuove abilità.

## Teocrazia di Slane
La Teocrazia di Slane (スレイン法国?, Surein-hō-Koku) è una nazione umana situata a sud di Nazarick. È stata fondata oltre 600 anni fa dai Sei Grandi Dèi (六大 神?, Rokudaijin), i quali furono i primi giocatori di Yggdrasil trasportati, a cui corrispondono sei diverse divisioni militari conosciute come le Sei Scritture, basate su credenze, principi e dottrine del dio corrispondente: le Scritture del Sole (陽光聖典?, Yōkō Seiten), specializzate nello sterminio dei semiumani, le Scritture dell'Anemone (風花聖典?, Fūka Seiten), specializzate nella raccolta di informazioni e spionaggio, le Scritture dell'Acqua (水明聖典?, Suimei Seiten), specializzate nell'infiltrazione, le Scritture dell'Olocausto (火滅聖典?, Himetsu Seiten), specializzate nell'assassinio, guerriglia e antiterrorismo, le Scritture della Polvere di cenere (土塵聖典?, Tsuchi Chiri Seiten), poste di guardia a un villaggio nascosto come rifugio per l'umanità, e le Scritture Nere (しっこくせいてん?, Shikkoku Seiten), il gruppo più forte, rivaleggiando persino con gli avventurieri di rango elevato e considerati l'asso nella manica della Teocrazia. È la nazione umana più forte e promuove una dottrina della supremazia umana e la persecuzione di altre razze "minori". Con l'obiettivo di permettere all'umanità di sopravvivere di fronte alle più potenti nazioni semiumane, la Teocrazia spesso manipola gli affari di altre nazioni umane per quello che vedono come il bene più grande. Ma la loro forza militare viene fortemente indebolita a causa della perdita delle Scritture del Sole per mano di Ainz, diversi membri delle Scritture Nere a causa di Shalltear e una delle Sacre sacerdotesse insieme alla Corona della Saggezza che indossava a causa di Clementine. Uno dei Sei Cardinali stimò che avrebbero impiegato dieci anni per recuperare la loro piena forza. La Teocrazia è, inoltre, in guerra con il confinante Paese degli elfi a causa di quanto fece il loro re a uno dei suoi membri. Con l'avvento del Regno dello Stregone e successivamente la caduta del Regno di Re-Estize, la Teocrazia decide di sfruttare le sue risorse per concludere rapidamente il conflitto con gli elfi in modo da concentrarsi verso il loro nuovo nemico. Riescono infine a uccidere il re degli elfi Decem Hougan tramite Antilene Heran Fouche, la loro combattente più forte nonché sua figlia, e mettere fine alla guerra, ma di contro perdendo la stessa Antilene che viene catturata dalle forze di Nazarick, il cui interrogatorio porta alla dichiarazione di guerra del Regno dello Stregone.
Raymond Zarg Lauransan (レイモン・ザーグ・ローランサン?, Reimon Zāgu Rōransan)
Doppiato da: Kanehira Yamamoto (ed. giapponese), Stefano Albertini (ed. italiana)
Il Cardinale della terra e comandante generale delle Sei Scritture. In passato fu un membro delle Scritture Nere in cui ricopriva il terzo seggio, decidendo, nonostante la sua posizione, di diventare il Cardinale della terra. Raymond è un individuo calmo e ragionevole, ma anche realista in quanto sa che la Teocrazia ha ben poche possibilità di contrastare il Regno dello Stregone. Partecipa insieme a Berenice a un incontro sotto copertura con l'Imperatore Jircniv per chiarire la sua posizione, ma quando crede che sia in combutta con Ainz decide di abbandonarlo.
Zinedine Delan Guelfi (ジネディーヌ・デラン・グェルフィ?, Jinedīnu Deran Guerufi)
Doppiato da: Tōru Sakurai (ed. giapponese), Antonio Paiola (ed. italiana)
Il Cardinale dell'acqua. Nonostante la veneranda età Zinedine possiede un intelletto notevole, tanto da dedurre il motivo per cui l'Astrologa delle Mille Leghe abbia deciso di rinchiudersi nelle sue stanze.
Maximilian Oreio Lagier (マクシミリアン・オレイオ・ラギエ?, Makushimirian Oreio Ragie)
Doppiato da: Ryō Sugisaki (ed. giapponese), Oliviero Corbetta (ed. italiana)
Il Cardinale delle tenebre. Originariamente Maximilian fu un sacerdote del ramo giudiziario della Teocrazia, tanto che usa la magia per far levitare alcuni libri di legge e portarli sempre con sé.
Yvon Jasna Delacroix (イヴォン・ジャスナ・ドラクロワ?, Ivon Jasuna Dorakurowa)
Doppiato da: Michitake Kikuchi (ed. giapponese), Augusto Di Bono (ed. italiana)
Il Cardinale della luce. Yvon sembra avere un atteggiamento severo e sostiene che i subordinati dovrebbero rimanere formali con i loro superiori.
Berenice Nagua Santini (ベレニス・ナグア・サンティニ?, Berenisu Nagua Santini)
Doppiata da: Kiyoko Miyazawa (ed. giapponese), Caterina Rochira (ed. italiana)
Il Cardinale del fuoco e unico esponente femminile del gruppo. Come lascia intuire il suo aspetto, Berenice sembra dimostrare un lato piuttosto materno. Partecipa insieme a Raymond a un incontro sotto copertura con l'Imperatore Jircniv per chiarire la sua posizione, ma quando crede che sia in combutta con Ainz decide di abbandonarlo.
Dominic Ihre Partouche (ドミニク・イーレ・パルトゥーシュ?, Dominiku Īre Paruto~ūshu)
Doppiato da: Yuuki Tamai (ed. giapponese), Marco Pagani (ed. italiana)
Il Cardinale del vento. Dato che in passato fu un membro delle Scritture del Sole, Dominic si dimostra il più diretto del gruppo, in particolare verso i nemici dell'umanità; esattamente come Raymond, inoltre, decise di diventare il Cardinale del vento.
Nigun Grid Luin (ニグン・グリッド・ルーイン?, Nigun Guriddo Rūin)
Doppiato da: Takehito Koyasu (ed. giapponese), Fabrizio Odetto (ed. italiana)
Un capitano arrogante e religioso delle Scritture del Sole inviato per uccidere Gazef Stronoff, con la complicità, inoltre, dei nobili corrotti del regno. Dopo che Ainz ha distrutto senza sforzo i suoi uomini, viene catturato insieme a diversi maghi e torturato a morte da Demiourgos.
Capitano delle Scritture Nere
Doppiato da: Kentarou Tone (ed. giapponese), Matteo Garofalo (ed. italiana)
L'attuale leader e detentore del primo seggio delle Scritture Nere nonché un Semidio discendente di uno dei Sei Grandi Dèi. Ha l'aspetto di un giovane androgino con lunghi capelli neri e acuti occhi rossi. Indossa un'armatura decorata e brandisce una lancia. Sebbene sia un membro di alto rango dell'organizzazione segreta della nazione, sembra che viva una doppia vita. Sta, inoltre, partecipando a sessioni di incontro per scegliere la sua sposa, anche se questo è più un ordine degli alti funzionari che gli hanno chiesto di produrre utilmente più potenziali semidei per il futuro del loro paese.
Antilene Heran Fouche (アンティリーネ・ヘラン・フーシェ?, Antirīne Heran Fūshe)
Doppiata da: Yukari Tamura (ed. giapponese), Marlene De Giovanni
L'attuale detentrice del seggio extra delle Scritture Nere, conosciuta con lo pseudonimo Zesshi Zetsumei (絶死絶命?, lett. Morte certa), incaricata di proteggere la Tesoreria della Teocrazia di Slane contenente gli oggetti sacri dei Sei Grandi Dèi. È una donna con eterocromia, sia per gli occhi che per i capelli: metà dei suoi capelli sono argentei mentre l'altra parte sono neri. Si tratta della figlia che il re degli elfi Decem Hougan ha avuto dopo aver rapito Faine, l'asso delle Scritture Nere nonché la più forte tra i semidei di quel tempo, rendendola sia una mezzelfo che la discendente di uno dei Sei Grandi Dèi. Venne addestrata dalla madre, la quale, dato che le ricordava ciò che aveva subito, non si fece problemi a usare metodi violenti, venendo invece accudita dalla domestica Nazaire. Proprio per questo ha sviluppato un'immensa rabbia, odio e disprezzo verso suo padre, vergognandosi del suo lignaggio nascondendo le sue orecchie e insistendo con i vertici della Teocrazia di iniziare una guerra di punizione contro il Paese degli elfi per vendicare sua madre. Generalmente appare annoiata per il fatto che nessuno sembra essere in grado di sconfiggerla e il suo desiderio è che ci sia qualcuno più forte di lei in modo da dare alla luce una progenie geneticamente potente, indipendentemente da chi esso sia. Proprio per questo il capitano delle Scritture Nere è preoccupato che ciò potrebbe portarla in futuro a tradirli. Viene incaricata dai cardinali di assassinare suo padre e mettere fine alla guerra con il Paese degli elfi, cercando di nasconderne l'identità in modo da non attirare le attenzioni di Tsaindorcus Vaision. Antilene riesce così a ottenere la sua vendetta, ma viene facilmente sconfitta da Mare e rinchiusa nella Prigione glaciale del 5º piano di Nazarick dove viene interrogata, rivelando che c'erano le Scritture Nere dietro il controllo mentale di Shalltear e portando Ainz a dichiarare guerra alla Teocrazia.
Quaiesse Hazia Quintia (クアイエッセ・ハゼイア・クインティア?, Kuaiesse Hazeia Kuintia)
Doppiato da: Kengo Kawanishi (ed. giapponese), Alessio Talamo (ed. italiana)
Il quinto seggio delle Scritture Nere, conosciuto con l'epiteto "Un solo esercito", e fratello gemello di Clementine. È un evocatore e domatore di bestie che conserva all'interno dei suoi anelli, e la sua risorsa più grande sono i Gigant Basilisk, risultando effettivo contro interi gruppi di nemici. Oltre alle sue capacità di combattimento, Quaiesse dimostra di essere anche un negoziatore e un comandante altamente competente quando inviato in missioni sul campo, come si è visto quando, durante la caduta del Regno di Re-Estize, riesce a convincere diversi avventurieri di alto livello ad abbandonare la loro patria e unirsi alla Teocrazia di Slane.

## Santo Regno di Roble
Il Santo Regno di Roble (ロ ー ブ ル 聖 王国?, Rōburu Sei Ōkoku), solitamente noto come Santo Regno, è una nazione umana confinante con il Regno di Re-Estize. È vicino alle Colline di Aberion abitate da vari semiumani, i quali cercano costantemente di invaderlo. Al fine di tenerli fuori, un enorme muro, noto come la Grande Muraglia, fu costruito lungo il confine e a difesa del regno vi sono due gruppi: l'Ordine dei Paladini, il più alto ordine di cavalieri del regno con membri specializzati sia nella scherma che nella magia, e i Nove Colori (九色?, Kyū-shoku), individui riconosciuti dal monarca come i guerrieri più forti del regno e avendo come titolo dei colori. Tuttavia, esiste una forte divisione ideologica tra le regioni settentrionali e meridionali, facendo sì che alcuni vi si riferiscano come nazioni separate: il "Santo Regno del Nord" e il "Santo Regno del Sud". Sotto la sua identità di Jaldabaoth, Demiourgos assedia il Santo Regno del Nord usando un esercito di semiumani, ma una forza ribelle conosciuta come l'"Esercito di Liberazione del Santo Regno" riesce a liberarlo con l'aiuto di Nazarick, ignari che c'erano i membri di quest'ultima dietro l'intera invasione.
Neia Baraja (ネイア・バラハ?, Neia Baraha)
Doppiata da: Yoshino Aoyama (ed. giapponese), Katia Sorrentino (ed. italiana)
Una scudiera e la figlia di Pavel Baraja. Amava molto sua madre che era una paladina e, quindi, aspira a diventarla anche lei, ma le manca il talento e, al contrario, è dotata delle capacità di tiro con l'arco di suo padre, da cui ha anche ereditato delle occhiaie scure che spesso danno agli altri un'impressione sbagliata di lei. Dopo aver incontrato Ainz si è infatuata della sua convinzione che la forza è necessaria per proteggere gli altri, diventando la sua guardia dopo che lui accetta di aiutare il Santo Regno. Durante il suo servizio, Ainz le presta dell'equipaggiamento di alto livello facendola essere centrale nel liberare il Santo Regno del Nord. Dopo la liberazione Neia diventa nota come la Predicatrice Senzavolto e la leader di un culto che adora Ainz, il quale diventa la nuova religione del Regno del Nord.
Remedios Custodio (レメディオス・カストディオ?, Remediosu Kasutodio)
Doppiata da: Hitomi Nabatame (ed. giapponese), Gea Riva (ed. italiana)
L'ex guardia del corpo della defunta Santa Regina Calca, così come la sorella maggiore dell'Alta Sacerdotessa Kelart e il gran maestro dell'Ordine dei Paladini; inoltre, è anche membro dei Nove Colori con il titolo "Bianco". È molto ipocrita e guidata principalmente dalle sue emozioni, che spesso le impediscono di prendere decisioni difficili e la rendono un disagio generale per gli altri. Dopo la caduta del Regno del Nord diventa capitano nell'"Esercito di Liberazione del Santo Regno". Possiede dei pregiudizi nei confronti dei semiumani e diffida di Ainz, che peggiorano solo quando guadagna la fiducia dei cittadini. Dopo la liberazione il nuovo Santo Re Caspond la fa retrocedere per, poi, ucciderla di nascosto.
Gustav Montagnés (グスターボ・モンタニェス?, Gusutābo Montanyesu)
Doppiato da: Hidenobu Kiuchi (ed. giapponese), Alessandro D'Errico (ed. italiana)
Un aiutante dell'Ordine dei Paladini. A differenza della sua superiore Remedios, è un realista disposto a scendere a compromessi sui suoi ideali se necessario, diventando spesso per lei un consulente e la voce della ragione. Dopo la liberazione il nuovo Santo Re Caspond lo promuove a gran maestro dell'Ordine, prendendo il posto di Remedios.
Calca Bessarez (カルカ・ベサーレス?, Karuka Besāresu)
Doppiata da: Saori Hayami (ed. giapponese), Chiara Leoncini (ed. italiana)
La Santa Regina del Santo Regno nonché la prima monarca femminile nella sua storia. Si preoccupa profondamente del benessere della nazione e dei suoi abitanti, con la sua gentilezza che si estende anche ai semiumani non violenti, ed è anche un prodigio nella magia divina. Quando Jaldabaoth attacca il Santo Regno lo affronta personalmente, ma fortunatamente viene catturata e usata letteralmente come arma contundente sui suoi stessi soldati, per poi morire in prigionia.
Caspond Bessarez (カスポンド・ベサーレス?, Kasupondo Besāresu)
Doppiato da: Yūya Uchida (ed. giapponese), Patrizio Prata (ed. italiana)
Fratello maggiore di Calca e che, nonostante questo, rinunciò al trono. Dopo che Jaldabaoth pone d'assedio il Regno del Nord, viene fatto prigioniero dai semiumani finché non viene salvato dall'Esercito di Liberazione del Santo Regno, prendendone in seguito il comando e portandolo alla vittoria. All'insaputa di tutti, tuttavia, il vero Caspond è morto da tempo, sostituito da un döppelganger che serve Demiourgos e sta attualmente lavorando per destabilizzare il regno.
Kelart Custodio (ケラルト・カストディオ?, Keraruto Kasutodio)
Doppiata da: Haruka Tomatsu (ed. giapponese), Loretta Di Pisa (ed. italiana)
L'Alta Sacerdotessa del Santo Regno e sorella minore di Remedios, più calma di quest'ultima ed è anche una potente incantatrice. Quando Jaldabaoth attacca il Santo Regno combatte insieme alla regina Calca contro di lui, ma vengono sconfitte e lei uccisa. La sua testa viene, poi, presa da un demone e usata per la magia, prima che venga sconfitto da Neia e CZ.
Pavel Baraja (パベル・バラハ?, Paberu Baraha)
Doppiato da: Kohsuke Toriumi (ed. giapponese), Ruggero Andreozzi (ed. italiana)
Uno dei Nove Colori conosciuto con il titolo "Nero" e sergente di plotone del Santo Regno, nonché padre di Neia. È un arciere esperto, con la reputazione di una precisione perfetta, ed è conosciuto anche dai semiumani principalmente per il suo sguardo: la sua espressione rimane sempre invariata, tranne quando vengono menzionate sua moglie e sua figlia. Fu proprio la moglie a fargli scegliere di vivere insieme a lei in città piuttosto che restare in un piccolo villaggio vicino alla foresta, ma a causa dei suoi lunghi turni di servizio raramente tornava dalla sua famiglia; in particolare quando Neia, dopo aver deciso di seguire le orme della madre diventando una paladina, era spesso assente in casa a causa del suo addestramento. Viene ucciso quando Jaldabaoth attacca il Santo Regno.
Orlando Campano (オルランド・カンパーノ?, Orurando Kanpāno)
Doppiato da: Masami Iwasaki (ed. giapponese), Pietro Ubaldi (ed. italiana)
Un caposquadra dell'esercito del Santo Regno noto per essere uno spirito libero che ama combattere, sfruttando ogni opportunità per sfidare qualcuno più forte e migliorarsi, e rimanendo spesso coinvolto in molti incidenti riguardanti i nobili e i suoi superiori che più di dieci volte gli hanno causato una retrocessione. Possiede una tecnica unica così potente da provocare la rottura dell'arma e, proprio per questo, porta fino a otto spade in battaglia. Solo in due occasioni perse: contro Buser, che distrusse le sue armi ma che decise di non finirlo a causa dell'intervento dell'esercito del Santo Regno, e Pavel Baraja, divenendone amico e iniziando a rispettarlo tanto da voler avere la rivincita in un combattimento a distanza. La reputazione per le sue abilità di combattimento lo portò a essere molto onorato dagli altri, in particolare dal precedente Santo Re che lo rese uno dei Nove Colori (attualmente sconosciuto). Inizialmente aveva pianificato di andare in pellegrinaggio e visitare il Regno dello Stregone dopo aver sentito parlare di Ainz, ma quando Jaldabaoth attacca il Santo Regno viene da questi ucciso tentando di vendicare Pavel.
Isandro Sanchez (イサンドロ・サンチェス?, Isandoro Sanchesu)
Uno dei Nove Colori con il titolo "Rosa" e uno dei luogotenenti di fiducia di Remedios nel Santo Esercito, specializzato nella creazione di strategie adeguate per combattere i nemici in modo efficace (compensando al mancanza d'ingegno della sua superiore) ed eccelle in situazioni pericolose. Ma quando Jaldabaoth attacca la città di Kalinsha si è sentito assolutamente impotente poiché il demone ha cancellato le loro difese, i cavalieri e le mura con relativa facilità, per poi guardare insieme a Remedios con orrore e disperazione mentre usava la Santa Regina come arma per attaccare le loro forze. Il suo destino è sconosciuto dopo la caduta della città.

## Stato Concilio di Argland
Lo Stato Concilio di Argland (アーグランド評議国?, Āgurando Hyōgi-Koku) è una nazione situata a nord-ovest del Regno di Re-Estize e circondata dalle montagne. Venne fondato dal Platinum Dragon Lord Tsaindorcus Vaision come parte dei suoi esperimenti con le comunità, essendo una delle nazioni formatesi in seguito alla sconfitta delle Divinità Maligne duecento anni fa. È una nazione abitata da varie specie umane e semiumane che convivono tutte armoniosamente. Come suggerisce il nome, la nazione è guidata da un consiglio composto da rappresentanti di ogni razza che abita il paese, cui fanno parte anche cinque draghi conosciuti come i Cinque Draghi Consiglieri, i quali guidano la nazione trasmettendo la loro saggezza ai cittadini; tre di essi sono dei Dragon Lord, i draghi più potenti del Nuovo Mondo sopravvissuti 500 anni fa contro i giocatori conosciuti come gli Otto Re dell'Avidità. Durante la guerra tra il Regno di Re-Estize e il Regno dello Stregone, Tsaindorcus sceglie di combattere contro Ainz senza il consenso degli altri consiglieri, i quali preferivano rimanere neutrali, rischiando di alimentare le tensioni tra le due nazioni.
Tsaindorcus Vaision (ツァインドルクス＝ヴァイシオン?, Tsuaindorukusu Vaishion)
Doppiato da: Jin Yamanoi (ed. giapponese), Marco Balzarotti (ed. italiana)
Il principale antagonista della serie, conosciuto come Platinum Dragon Lord, è un membro dello Stato Concilio di Argland e uno tra i più forti Dragon Lord nonché, probabilmente, l'essere più potente del Nuovo Mondo; è anche il figlio dell'Imperatore Drago. Risiede nell'ex castello degli Otto Re dell'Avidità, a guardia dei loro oggetti magici per impedire che cadano nelle mani sbagliate. È anche un ex membro dei Tredici Eroi possedendo un'armatura, cosa che, infine, portò a un'incrinatura con i suoi compagni quando scoprirono la verità per via della sua mancanza di fiducia. Come quelli della sua specie può usare la Magia Primordiale, ma a causa dell'intrusione dei giocatori e dell'introduzione della Magia di Livello che influenza il Nuovo Mondo non può più usarla come un tempo, in quanto permanentemente contaminata e distorta. Proprio per questo vede i giocatori come una minaccia per l'equilibrio del mondo, pur capendo che la loro venuta è stata causata dalla sete di potere del padre. Tramite la sua armatura incontra Shalltear Bloodfallen, controllata dall'oggetto di classe Mondiale della Teocrazia di Slane, e affrontandola capisce che non si tratta di un comune vampiro, ipotizzando, quindi, la venuta di nuovi giocatori. Durante la guerra tra il Regno di Re-Estize e il Regno dello Stregone decide di scendere in campo, tramite la sua armatura e l'identità di Riku Aganeia, per fermare il conflitto in quanto crede che Ainz si sia spinto troppo oltre, unendo le forze con il leader della Goccia Rossa Azuth Aindra. Non sa, però, che quello contro cui sta combattendo è in realtà Pandora's Actor per, poi, venire raggiunto da Albedo che lo mette in seria difficoltà - ipotizzando erroneamente che Ainz è un PNG al servizio di Albedo, ovvero una giocatrice - e costringendolo alla ritirata insieme ad Azuth.
Suveria Myronsilk (スヴェリアー＝マイロンシルク?, Suveriā Maironshiruku)
Conosciuto come Blue Sky Dragon Lord, è un membro dello Stato Concilio di Argland. Suveria possiede i poteri di un druido ed è in grado di usare la magia divina; inoltre, è uno dei draghi che hanno imparato la Magia di Livello.
Omnaadsence Iculvuls (オムナードセンス＝イクルブルス?)
Conosciuto come Diamond Dragon Lord, è un membro dello Stato Concilio di Argland.
Gessenvult Yukleelilith (ケッセンブルト＝ユークリーリリス?)
Conosciuto come Drago d'Ossidiana, è un membro dello Stato Concilio di Argland.
Zalazilkalia Nahaeunt (ザラジルカリア＝ナーヘイウント?)
Conosciuto come Drago Wyrm, è un membro dello Stato Concilio di Argland.

## Paese degli elfi
Il Paese degli elfi (エルフの国?, Erufu no Kuni) è una nazione di elfi situata a sud della Teocrazia di Slane, verso cui avevano un rapporto amichevole finché il loro re, Decem Hougan, non rapì l'asso delle Scritture Nere per concepire un bambino estremamente potente. La Teocrazia riuscì a salvare i prigionieri e iniziò una guerra di punizione contro gli elfi, ma progredendo lentamente poiché il paese è per lo più costituito da boschi difficili da attraversare; d'altra parte, gli elfi sono chiaramente in procinto di cedere, con molti che vengono catturati e ridotti in schiavitù. La maggior parte della popolazione è composta da elfi dei boschi e da una piccolissima popolazione di elfi selvatici che vive principalmente nei prati. Inoltre, circa trecento anni fa, gli elfi oscuri si trasferirono nel paese dal nord.
Decem Hougan (デケム・ホウガン?, Dekemu Hougan)
L'altezzoso e narcisista re degli elfi, nonché figlio di uno degli Otto Re dell'Avidità. Decem possiede un enorme ego da credere di essere adatto a dominare il mondo vista l'eredità lasciatagli dal padre e, per farlo, ha deciso di generare diversi figli che possano aiutarlo a espandere il suo dominio, tanto che quasi ogni abitante del Paese degli elfi è considerato suo figlio. Ciò nonostante nessuno di loro ha dimostrato di possedere un potere uguale al suo, ritenendoli tutti degli incapaci e dimostrandosi disinteressato delle loro vite. La sua arroganza lo ha praticamente alienato dalla realtà, tanto da non preoccuparsi del destino della nazione che lui stesso ha messo in pericolo quando rapì Faine, l'asso delle Scritture Nere della Teocrazia di Slane, e la usò per generare Antilene, la quale dimostrò un potenziale enorme. Consapevole che il Paese degli elfi stia per finire, decide che, a guerra finita, sarebbe semplicemente andato nella capitale della Teocrazia per farsi "restituire la sua proprietà", ignaro del profondo disprezzo che tutti hanno nei suoi riguardi. Grazie alla sua enorme riserva magica è in grado di evocare mostri più forti di lui, come un Primal Earth Elemental che ha chiamato Behemot. Durante l'assalto alla capitale elfica, Decem non si preoccupa della battaglia rifiutandosi di aiutare il suo popolo, preferendo rimanere nel suo castello in compagnia delle sue concubine. Sorprende Aura e Mare nella stanza del tesoro, pensando che siano i suoi nipoti vista la loro eterocromia e la grande forza che emanano e decidendo di portarli via con sé in modo da generare una nuova stirpe. Ciò gli attira le ire di Ainz che si rivela e inizia a combattere contro di lui - portando oltretutto Decem a pensare che sia un'evocazione dei gemelli - e recitando la parte del debole per fargli consumare quanto più mana possibile, oltre che a estorcergli diverse informazioni. Una volta soddisfatto, Ainz distrugge Behemot e ferisce gravemente Decem al petto, facendogli provare per la prima volta dolore e l'incombere della sconfitta. Terrorizzato decide di fuggire, ma tornato nelle sue stanze scopre sua figlia Antilene che ha massacrato le sue concubine finendo per essere letteralmente schiacciato da lei, rianimandosi a causa di un incantesimo che aveva lanciato durante la battaglia con Ainz ma venendo definitivamente ucciso. Il suo cadavere viene recuperato da Pandora's Actor su richiesta di Ainz vista la presenza di oggetti di valore.
Blueberry Egnia (ブルーベリー・エグニア?, Burūberī Egunia)
Un elfo oscuro proveniente dalla Casata Blueberry, una delle famiglie centrali della sua gente. Egnia viene visto come la voce della ragione tra gli elfi oscuri quando la generazione più giovane mette in dubbio la saggezza degli anziani, agendo da mediatore, e proprio per questo molti lo vedono qualificato per essere un leader. Tuttavia, sceglie di non farlo poiché darebbe un precedente ai più giovani di assumere la guida del villaggio al posto degli anziani, rischiando di influenzare anche quelli circostanti, dimostrando di tenere a tutti loro. Sebbene abbia un aspetto che lo rende molto popolare tra le donne non si è mai interessato a loro, ma quando viene salvato da Aura da un Ankyloursus Lord finisce per innamorarsene a causa del suo aspetto carino, tanto che perde tutta la cognizione vocale quando cerca di parlarle e i suoi compagni pensano abbia una commozione cerebrale.
Mango Gilena (マンゴー・ギレナ?, Mangō Girena)
Il capo farmacista degli elfi oscuri, orgoglioso del suo lavoro e delle conoscenze che possiede. Gilena non è molto interessato alla politica del villaggio in cui rimane neutrale, ma le sue capacità lo rendono profondamente rispettato dalla fazione dei giovani. Incontrato Ain Fior Bell (Ainz sotto copertura), Gilena accetta uno scambio in cui potrà avere la pozione curativa viola per poterla analizzare in cambio di insegnargli le sue conoscenze in campo alchemico.

## Altri

### Tredici Eroi
I Tredici Eroi (十三英雄?, Jūsan Eiyū) sono un gruppo di figure leggendarie nel Nuovo Mondo. 200 anni fa combatterono contro i leggendari mostri conosciuti come le "Divinità Maligne" (molto probabilmente dei PNG di Yggdrasil), che avevano gettato il mondo nel caos. Nonostante fossero etichettati come "Tredici Eroi", c'erano in realtà più di tredici membri, ma i rimanenti non furono riconosciuti in quanto non erano umani. Almeno due dei loro membri, incluso il leader, erano giocatori di Yggdrasil.
Rigrit Bers Caurau (リグリット·ベルスー·カウラウ?, Riguritto Berusū Kaurau)
Doppiata da: Masako Nozawa (ed. giapponese), Rossana Bassani (ed. italiana)
Un ex membro dei Tredici Eroi e della Rosa Blu, una donna anziana con una personalità allegra e maliziosa. Si dice che sia una negromante e, come tutti gli incantatori, è in grado di estendere la sua vita oltre i limiti naturali. In seguito si è ritirata, costringendo Evileye a prendere il suo posto nella squadra. Durante i suoi viaggi ha conosciuto Gazef Stronoff, a cui ha dato come pegno di fiducia un anello in grado di oltrepassare i limiti umani, e Brain Unglaus, che ha combattuto finendo in parità. Come molti altri nativi consapevoli della loro esistenza nel Nuovo Mondo, è diffidente e guardinga verso i giocatori a causa del loro potere simile a quello di divinità e del profondo impatto che hanno sul mondo, e proprio come Tsaindorcus si prepara ad affrontarli se si rivelano maligni. Ciò nonostante non prova disprezzo per loro e ha anche accennato al fatto che, come il leader dei Tredici Eroi, avrebbero invece aiutato e beneficiato il mondo invece di essere una minaccia per esso.

### Zuranon
Zuranon (ズーラーノーン?) è una società segreta nota per il loro uso della necromanzia e i non-morti. È guidata dai Dodici Dirigenti che seguono gli ordini di un Night Lich, considerato il capo e fondatore del culto nonché responsabile del lancio del proprio incantesimo di Magia Primordiale chiamato Spirale della Morte, il quale ha causato la completa distruzione di una piccola città a causa dei numerosi non-morti creati ripetutamente dal rituale.
Clementine (クレマンティーヌ?, Kuremantīnu)
Doppiata da: Aoi Yūki (ed. giapponese) Elisa Giorgio (ed. italiana)
Una pericolosa guerriera di Zuranon ed ex membro delle Scritture Nere, in cui rivestiva il nono seggio con l'epiteto "Falcata di vento" insieme al fratello Quaiesse. Fin dall'inizio ha rivelato di avere una mentalità psicotica ossessionata dall'infliggere dolore e omicidio, portando la sua famiglia ad avere più a cuore il fratello. La sua armatura è ricavata dalle medaglie che ha tolto dagli avventurieri uccisi. Fa coppia con un negromante di nome Khajiit, il cui obiettivo è trasformare E-Rantel in una città di non-morti. I piani di Clementine sono sventati da Ainz che, senza sforzo, le spezza la spina dorsale. In seguito il suo corpo viene preso dalla gilda degli avventurieri finché scompare misteriosamente. Nel gioco non canonico Overlord: Escape from Nazarick, scritto da Maruyama, Clementine viene rianimata qualche tempo dopo l'istituzione del Regno dello Stregone e usata come cavia per testare le difese del Palazzo della Rovina, alterato per essere una replica di Nazarick. Dopo aver riacquistato i suoi ricordi ed essere fuggita dalla tomba, viene ripresa e uccisa per ricominciare l'esperimento.
Khajiit Dale Badantel (カジット·デイル·バダンテル?, Kajitto Deiru Badantēru)
Doppiato da: Minoru Inaba (ed. giapponese), Mario Zucca (ed. italiana)
Uno dei dodici membri principali della Zuranon. Ha cercato di trasformare E-Rantel in una città di non-morti e trasformarsi in un lich immortale in modo da poter riportare in vita sua madre, morta a causa di un coagulo di sangue nel cervello. Tuttavia Narberal lo elimina prima che possa attuare il suo piano. Come per Clementine, anche i suoi resti scompaiono misteriosamente.